# Henry Wilson
Henry Wilson (născut Jeremiah Jones Colbath; n. 16 februarie 1812, Farmington⁠(d), New Hampshire, SUA – d. 22 noiembrie 1875, Washington, D.C., District of Columbia, SUA) a fost un om politic american, al 18-lea vicepreședinte al Statelor Unite din 1873 până la moartea sa în 1875, și senator din Massachusetts între 1855 și 1873. Înainte și în timpul Războiului Civil American, el a fost un republican de frunte și un puternic adversar al sclaviei. Wilson și-a dedicat energiile distrugerii „Puterii Sclavagiste”, facțiunea proprietarilor de sclavi și aliații lor politici pe care americanii anti-sclavie considerau că domină țara.
La început Whig, Wilson a fost fondator al Partidului Pământul Liber în 1848. A fost președintele partidului înainte și în timpul alegerilor prezidențiale din 1852⁠(d). Wilson a muncit cu sârguință pentru a construi o coaliție anti-sclavie, care a ajuns să includă Partidul Pământului Liber, Democrații anti-sclavie, Barnburners⁠(d) din New York, Partidul Libertății, membri anti-sclavie ai Partidului Nativist American (Know Nothings) și Whig-ii anti-sclavie (numiți Whig-ii de Conștiință). Când Partidul Pământul Liber s-a dizolvat la mijlocul anilor 1850, Wilson s-a alăturat Partidului Republican, la a cărui înființare a contribuit și care a fost organizat în mare parte în conformitate cu coaliția anti-sclavie de care se îngrijise în deceniile anilor 1840 și 1850.
În timp ce era senator în timpul Războiului Civil, Wilson era considerat un „republican radical”, iar experiența sa ca general de miliție, organizator și comandant al unui regiment al Armatei Uniunii⁠(d) și președinte al comitetelor militare din Senat i-a permis să asiste administrația Abraham Lincoln în organizarea și supravegherea Armatei și Marinei Uniunii⁠(d). Wilson a redactat proiecte de legi care au fost adoptate și au interzis sclavia în Washington, DC, și a încorporat afro-americani în efortul de război al Uniunii în 1862.
După Războiul Civil, a susținut programul republican radical pentru Reconstrucție. În 1872, Wilson a fost ales vicepreședinte ca partener de candidatură al lui Ulysses S. Grant, președintele în exercițiu al Statelor Unite, care candida pentru un al doilea mandat. Grant și Wilson au câștigat, iar Wilson a ocupat funcția de vicepreședinte din 4 martie 1873 până la moartea sa, pe 22 noiembrie 1875. Eficacitatea lui Wilson ca vicepreședinte a fost limitată după ce a suferit un accident vascular cerebral în mai 1873, iar declinul sănătății sale a continuat până când a fost victima unui alt accident vascular cerebral, de această dată fatal, în timp ce lucra la Capitoliul Statelor Unite la sfârșitul anului 1875.
De-a lungul carierei sale, Wilson a devenit cunoscut pentru susținerea unor cauze care uneori erau nepopulare, inclusiv drepturile muncitorilor atât pentru negri, cât și pentru albi, și abolirea sclaviei. Politicianul din Massachusetts George Frisbie Hoar⁠(d), care a fost congressman în Camera Reprezentanților Statelor Unite în timp ce Wilson era senator și mai târziu a fost ales el însuși senator, credea că Wilson era cel mai priceput organizator politic din țară. Cu toate acestea, reputația de integritate personală și principialism politic a lui Wilson a fost oarecum afectată la sfârșitul carierei sale în Senat de implicarea sa în scandalul Crédit Mobilier⁠(d).

## Începutul vieții și educația
Wilson s-a născut în Farmington, New Hampshire⁠(d), la 16 februarie 1812, unul dintre câțiva copii născuți în familia lui Winthrop și Abigail (Witham) Colbath. Tatăl său l-a botezat Jeremiah Jones Colbath după un vecin bogat care era burlac fără copii, în speranța zadarnică că acest gest ar putea avea ca rezultat o moștenire. Winthrop Colbath a fost un veteran al miliției din Războiul din 1812 care a lucrat ca zilier și s-a angajat la ferme și afaceri locale, pe lângă conducerea ocazională a unei fabrici de cherestea.
Familia Colbath era săracă; după o scurtă educație elementară, la vârsta de 10 ani, Wilson a fost îndatorat⁠(d) unui fermier vecin, unde a lucrat ca muncitor în următorii 10 ani. În acest timp, doi vecini i-au dat cărți, iar Wilson și-a îmbunătățit slaba educație citind pe larg despre istoria Angliei, istoria americană și biografii ale unor personaje istorice celebre. La sfârșitul termenului de serviciu, i s-au dat „șase oi și un jug de boi⁠(d)”. Wilson și-a vândut imediat animalele pentru 85 de dolari (aproximativ 2.200 de dolari în 2021), care au fost primii bani pe care i-a câștigat în timpul contractului său.
Se pare că lui Wilson nu i-a plăcut numele său de naștere, deși motivele prezentate variază. Unele surse indică faptul că nu era apropiat de familie sau nu-i plăcea numele din cauza presupusei necumpătări a tatălui său și a circumstanțelor financiare modeste. Alții spun că i se spunea „Jed” și „Jerry”, porecle care i-au displăcut atât de mult încât a hotărât să-și schimbe numele. Oricare ar fi motivul, când a împlinit 21 de ani, a solicitat schimbarea legală a numelui la Curtea Generală din New Hampshire⁠(d), și i s-a aprobat. El a ales numele Henry Wilson, inspirat fie de o biografie a unui profesor din Philadelphia, fie de la un portret dintr-o carte despre clericii englezi.

## Cariera

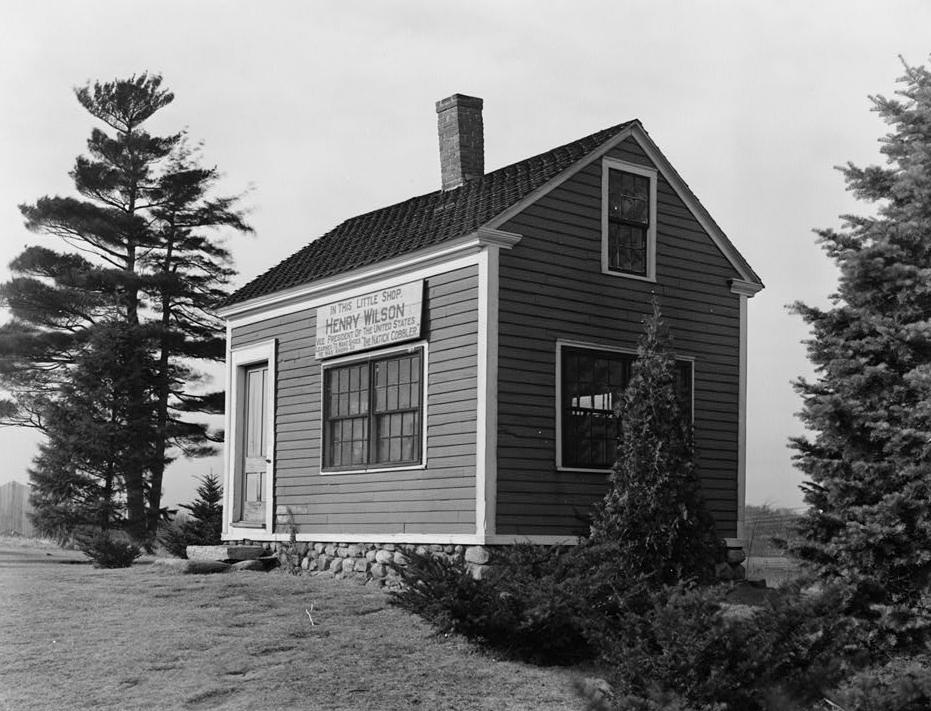
Prăvălia lui Henry Wilson din

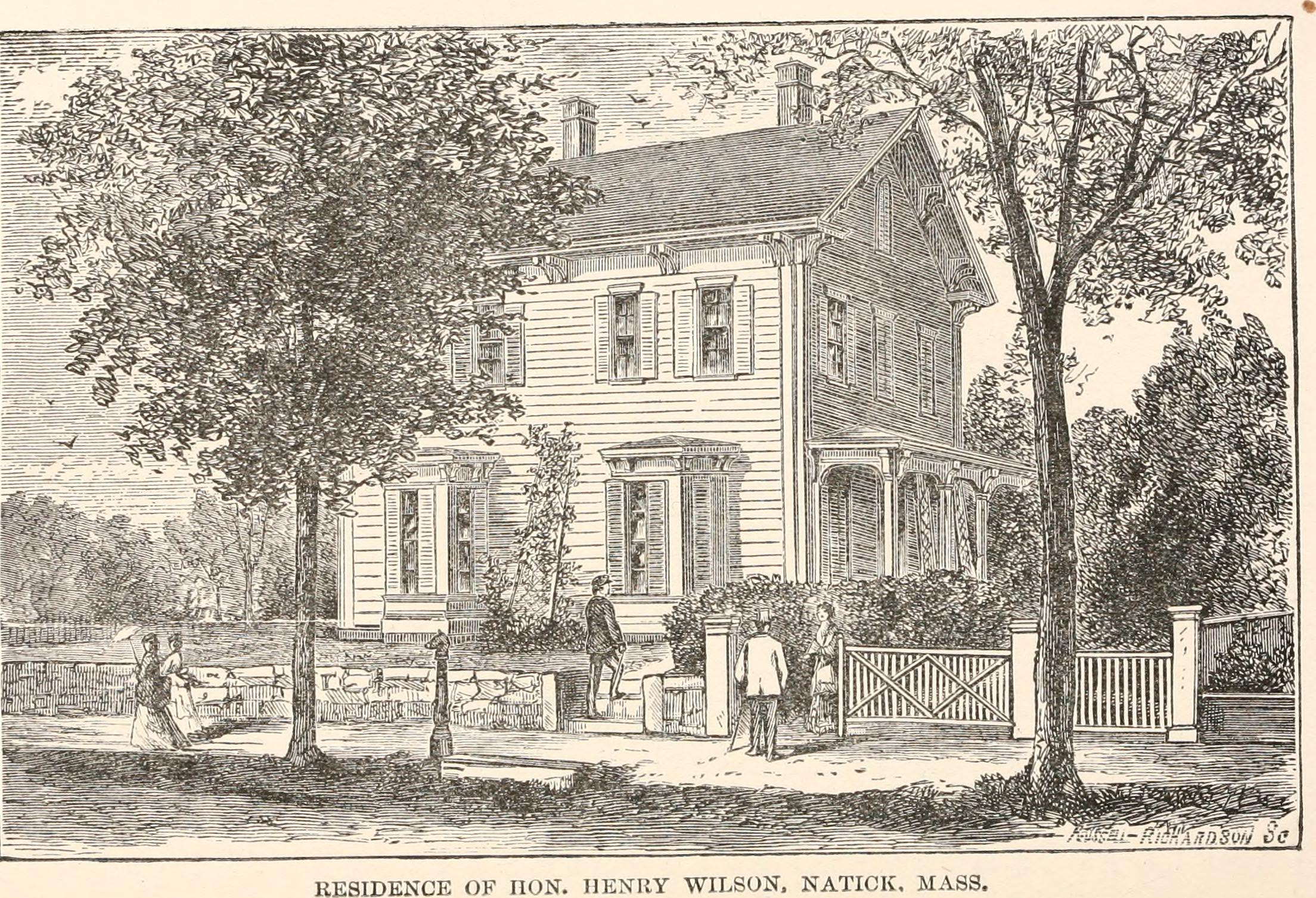
Casa lui Henry Wilson din Natick

După ce a încercat fără succes să-și găsească de lucru în New Hampshire, în 1833, Wilson a mers pe jos mai mult de o sută de mile până în Natick, Massachusetts⁠(d), căutând un loc de muncă sau o meserie. După ce l-a cunoscut pe William P. Legro, un cizmar care era dispus să-l ia ca ucenic, Wilson s-a angajat pentru cinci luni pentru a învăța să facă pantofi din piele numiți brogani⁠(d). Wilson a învățat meseria în câteva săptămâni, a plătit cincisprezece dolari pentru a se elibera din contractul de muncă, și și-a deschis propriul atelier, intenționând să economisească destui bani pentru a studia dreptul. Wilson a avut succes ca cizmar și a reușit să economisească câteva sute de dolari într-un timp relativ scurt. Acest succes a dat naștere unor legende despre priceperea lui Wilson; conform unei legende care s-a tot dezvoltat, el ar fi încercat odată să facă o sută de perechi de pantofi fără să doarmă și a adormit cu a suta pereche în mână. Experiența lui Wilson în producția de încălțăminte a dus la crearea poreclelor politice pe care susținătorii săi le-au folosit mai târziu pentru a-i evidenția rădăcinile din clasa muncitoare⁠(d) — „Ciubotarul din Natick ” și „Cizmarul din Natick”.
În acest timp, Wilson a citit mult și a intrat în Natick Debating Society, unde s-a dezvoltat într-un orator desăvârșit. Sănătatea lui Wilson a avut de suferit din cauza orelor lungi în care muncea la pantofi și a călătorit în Virginia pentru a se reface. În timpul unei opriri la Washington, DC, a ascultat dezbaterile din Congres pe tema sclaviei și aboliționismului și a observat că familiile afro-americane erau despărțite pe măsură ce erau cumpărate și vândute în comerțul cu sclavi de la Washington. Wilson a hotărât să se dedice „cauzei emancipării în America” și, după ce și-a recăpătat sănătatea, s-a întors în New England, unde și-a continuat educația participând la mai multe academii din New Hampshire, inclusiv școli din Strafford⁠(d), Wolfeboro⁠(d), și Concord.
După ce și-a cheltuit o parte din economii cu călătoriile și studiile sale, și după ce a pierdut o parte de bani pe care i-a împrumutat cuiva care nu i-a mai returnat, Wilson a lucrat ca profesor pentru a scăpa de datorii și a reîncepe să economisească bani, intenționând să înceapă o afacere proprie. Începând cu o investiție de doar doisprezece dolari, Wilson a înființat o companie de încălțăminte. Această întreprindere a avut succes și, în cele din urmă, a ajuns să aibă peste 100 de muncitori angajați.

## Cariera politică
Wilson a devenit activ politic în cadrul partidului Whig și a făcut campanie pentru William Henry Harrison în 1840. Se alăturase Whig-ilor din dezamăgire față de politicile fiscale ale democraților Andrew Jackson și Martin Van Buren și, la fel ca majoritatea Whig-ilor, l-au blamat pentru panica din 1837⁠(d). În 1840 a fost ales și în Camera Reprezentanților din Massachusetts, unde a servit între 1841 și 1842.
Wilson a fost membru al Senatului statului Massachusetts din 1844 până în 1846 și din 1850 până în 1852. Din 1851 până în 1852 a fost președintele Senatului.
Încă din 1845, Wilson începuse să devină dezamăgit de partidul Whig, deoarece încerca să facă compromisuri în chestiunea sclaviei, iar în calitate de Whig de Conștiință, el a organizat o convenție în Concord, împotriva anexării Texasului, deoarece aceasta urma să extindă sclavia. Ca urmare a acestui efort, la sfârșitul anului 1845, Wilson și aboliționistul John Greenleaf Whittier⁠(d) au fost aleși să trimită personal Congresului o petiție care conținea semnăturile a 65.000 de locuitori din Massachusetts care se opuneau anexării Texasului.
Wilson a fost delegat la Convenția Națională Whig din 1848⁠(d), dar a părăsit partidul după ce convenția l-a nominalizat pe proprietarul de sclavi Zachary Taylor pentru funcția de președinte și nu a luat nicio poziție în privința clauzei Wilmot⁠(d), care ar fi interzis sclavia pe teritoriul dobândit de la Mexic în Războiul Mexicano-American. Wilson și Charles Allen⁠(d), un alt delegat din Massachusetts, s-au retras din convenție și au cerut o nouă întrunire a militanților anti-sclavie la Buffalo, întrunire care avea să lanseze Partidul Pământul Liber.
După ce a părăsit Partidul Whig, Wilson a lucrat pentru a construi coaliții cu alții care se opuneau sclaviei, inclusiv liber-pământiști, democrați anti-sclavie, Barnburners⁠(d) din Partidul Democrat din New York, Partidul Libertății, elementele anti-sclavie ale Partidului Whig și membrii anti-sclavie ai Partidului Know Nothing sau ai Partidului Americanilor Băștinași. Deși noua coaliție politică a lui Wilson a fost atacată de aderenții liniei de partid ai democraților și Whig-ilor, aceasta a reușit să obțină, în aprilie 1851, alegerea candidatului Partidului Pământul Liber, Charles Sumner, în Senatul SUA.

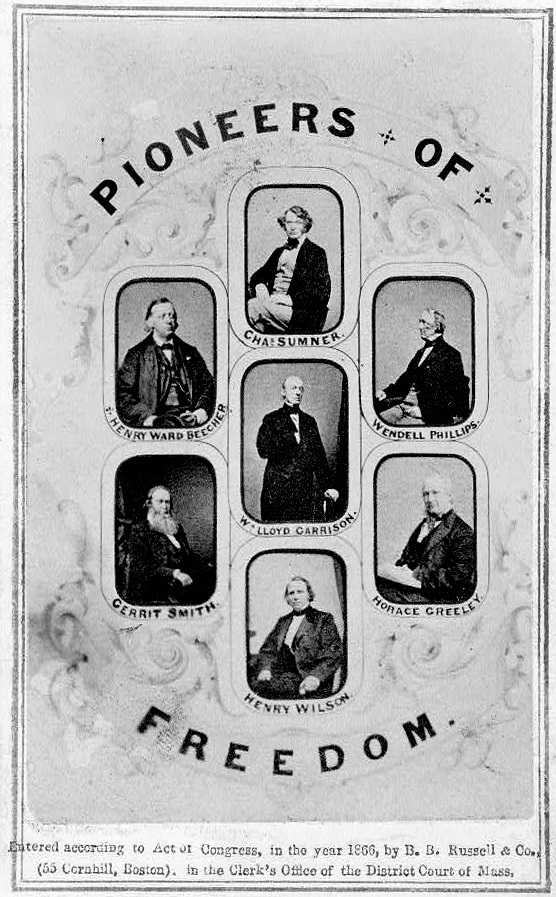
Liderii Partidului Aboliționist și al Pământului Liber Charles Sumner,,,,, Horace Greeley și Henry Wilson.

Din 1848 până în 1851, Wilson a fost proprietarul și editorul ziarului Boston Republican, care din 1841 până în 1848 a fost organ al partidului Whig, iar din 1848 până în 1851 a fost principalul ziar al Partidului Pământul Liber.
În timpul mandatului său în legislativul din Massachusetts, Wilson a reținut că gradul de participare la miliția statului scăzuse și că pregătirea era deficitară. A întreprins, ca urmare, eforturi legislative pentru a furniza uniforme și alte echipamente, iar în 1843 Wilson s-a alăturat el însuși miliției, devenind maior în Regimentul 1 Artilerie, pe care avea apoi să-l comande având grad de colonel. În 1846, Wilson a fost promovat în gradul de deneral de brigadă și comandant al Brigăzii a 3-a a Miliției din Massachusetts, funcție pe care a deținut-o până în 1852.

### Organizator al Partidului Pământul Liber
În 1852, Wilson a fost președintele convenției naționale a Partidului Pământul Liber din Pittsburgh, care i-a nominalizat pe John P. Hale⁠(d) pentru funcția de președinte și pe George Washington Julian⁠(d) pentru cea de vicepreședinte. Mai târziu în acel an, a fost candidat pentru Pământul Liber pentru Camera federală a Reprezentanților și a pierdut în fața Whigului Tappan Wentworth⁠(d). A fost delegat la convenția constituțională a statului în 1853, unde au fost propuse o serie de reforme politice și guvernamentale, respinse de alegători într-un referendum. El a candidat fără succes pentru funcția de guvernator al Massachusettsului, din partea Partidului Pământul Liber în 1853 și 1854, dar a refuzat să mai candideze în 1855, deoarece dorea să candideze pentru Senatul SUA.

### Senator al SUA (1855–1873)

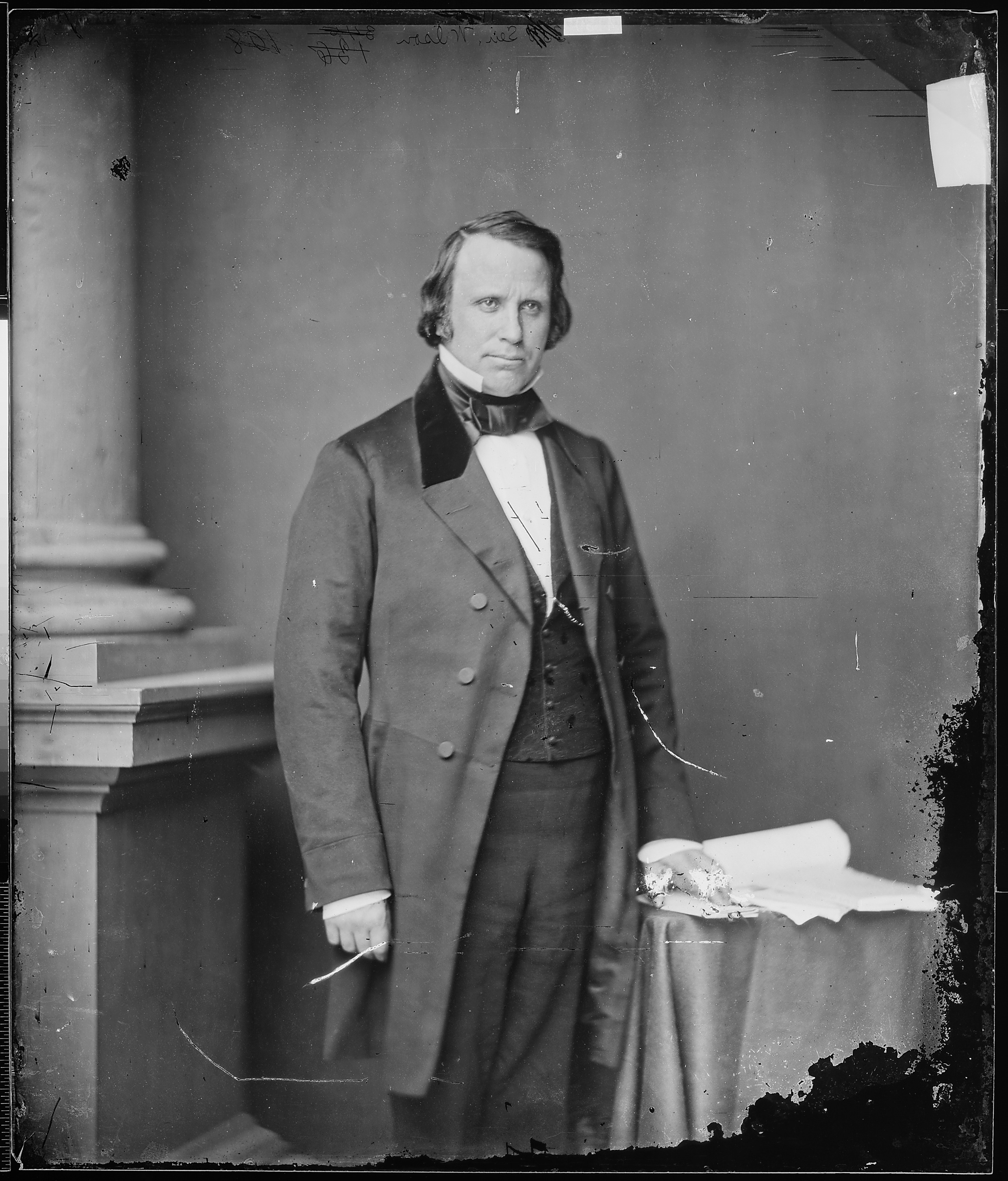
Senatorul Henry Wilson, fotografie de

În 1855, Wilson a fost ales în Senatul Statelor Unite de către o coaliție de liber-pământiști, Know-Nothings și democrați anti-sclavie, ocupând postul vacant cauzat de demisia lui Edward Everett. El se alăturase pentru scurt timp Partidului Know-Nothing în încercarea de a-și consolida eforturile împotriva sclaviei, dar, la crearea Partidului Republican, format în mare parte pe liniile coaliției anti-sclavie la a cărei dezvoltare și cultivare a contribuit Wilson, s-a aliniat acestuia. Wilson a fost reales din partea republicanilor în 1859, 1865 și 1871, și a servit de la 31 ianuarie 1855 până la 3 martie 1873, când a demisionat pentru a-și începe mandatul de vicepreședinte pe 4 martie.
În prima sa luare de cuvânt la Senat, în 1855, Wilson a continuat să se alinieze cu aboliționiștii, care doreau să pună capăt imediat sclaviei în Statele Unite și în teritoriile lor. În discursul său, Wilson a spus că vrea să desființeze sclavia „oriunde suntem responsabili din punct de vedere moral și legal pentru existența ei”, inclusiv în Washington, DC. Wilson a cerut și abrogarea Legii Sclavilor Fugari din 1850, în credința că guvernul federal nu ar trebui să aibă responsabilitatea de a impune sclavia și că, odată ce legea ar fi abrogată, tensiunile dintre susținătorii și oponenții sclaviei s-ar diminua, permițând acelor sudiști care se opuneau sclaviei să ajute la desființarea ei în ritmul lor natural.

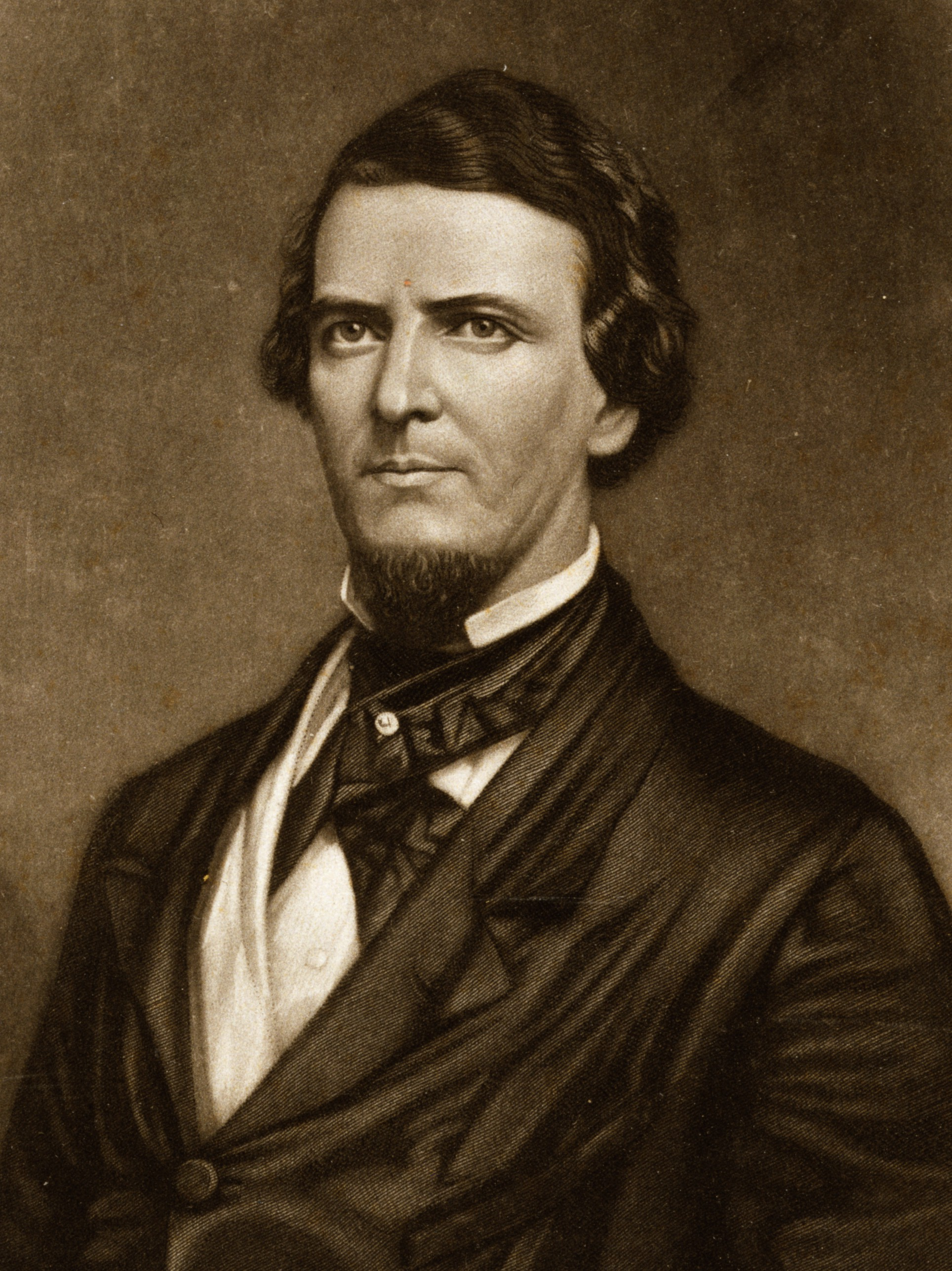
Preston Brooks l-a provocat pe Wilson la un duel în 1856.

Pe 22 mai 1856, Preston Brooks l-a agresat cu brutalitate pe senatorul Charles Sumner în sala Senatului, lăsându-l pe Sumner inconștient și plin de sânge. Brooks fusese ofensat de discursul lui Sumner Crimes Against Kansas, în care denunța Legea Kansas-Nebraska. După bătaie, Sumner a primit tratament medical la Capitoliu, după care Wilson și Nathaniel P. Banks⁠(d), speakerul Camerei⁠(d), l-au ajutat să se deplaseze cu trăsura la locuința sa, unde a primit îngrijiri medicale suplimentare. Wilson a denunțat agresiunea lui Brooks drept „brutală, criminală și lașă”. Brooks l-a provocat imediat pe Wilson la duel. Wilson a refuzat, spunând că nu poate participa la așa ceva, nici legal și nici din convingere personală. Referitor la un zvon că Brooks l-ar putea ataca pe Wilson în Senat, așa cum îl atacase pe Sumner, Wilson a spus presei „nu am căutat nicio controversă și nu caut vreuna, dar voi merge acolo unde datoria o cere, neinfluențat de amenințările de orice fel.” Zvonurile s-au dovedit nefondate, iar Wilson și-a continuat atribuțiile în Senat fără incidente.
Atacul asupra lui Sumner a avut loc la doar o zi după ce locuitorii pro-sclavie din Missouri omorâseră o persoană în incendierea și devastarea orașului Lawrence, Kansas⁠(d). Atacul asupra lui Sumner și devastarea Lawrence-ului au fost văzute mai târziu ca două dintre incidentele care au simbolizat „degenerarea discursului rațional”. Această expresie a ajuns să descrie perioada în care activiștii și politicienii au abandonat dezbaterea prin discursuri și acțiuni non-violente între curentele anti-sclavie și pro-sclavie, și au trecut în domeniul violenței fizice, ceea ce a grăbit parțial izbucnirea Războiului Civil American.

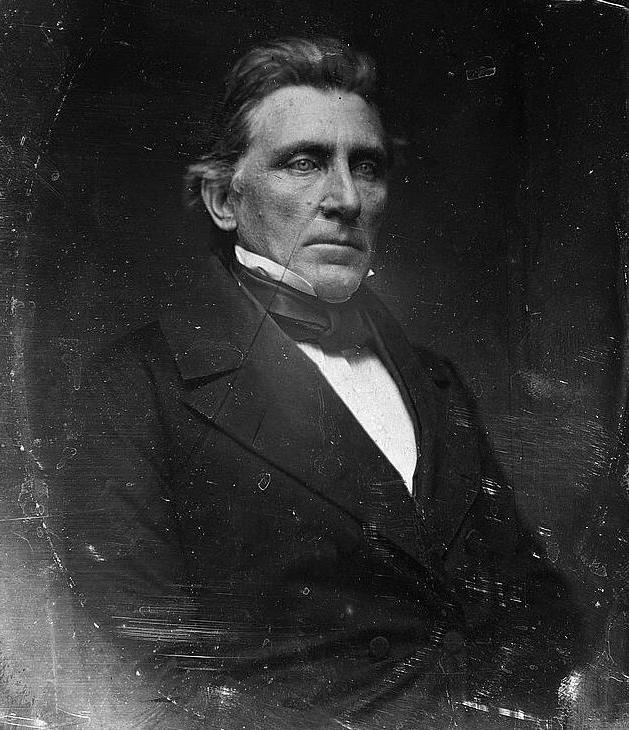
În 1858, Wilson a fost provocat la duel de către senatorul democrat din California William M. Gwin.

În iunie 1858, Wilson a ținut un discurs la Senat în care a făcut aluzii la corupția din guvernul Californiei și l-a acuzat de complicitate pe senatorul William M. Gwin⁠(d), un democrat pro-sclavie care anterior fusese congressman din partea statului Mississippi, înainte de a se muta în California. Gwin era susținut de o puternică coaliție sudistă de democrați pro-sclavie numită Chivs, care deținea monopolul distribuției de fonduri federale în California. Gwin l-a acuzat pe Wilson de demagogie, iar Wilson a răspuns spunând că ar prefera să fie considerat demagog decât hoț. Gwin l-a provocat apoi pe Wilson la duel; Wilson a refuzat în aceiași termeni pe care i-a folosit pentru a refuza duelul cu Preston Brooks. De fapt, nici Gwin nu ar fi dorit ca acesta să aibă loc, și comentariile despre dispută s-au destrămat pe linii partizane. Un editorial pro-Gwin a spus că insinuarea că Gwin ar fi corupt este „o minciună foarte malignă”, în timp ce un editorial pro-Wilson a numit reticența lui de a lua parte la duel drept dovada că este „cinstit” și „conștiincios” și că are „mai mult respect pentru legile acestei țări decât adversarul său”. După mai multe încercări de a găsi un compromis care să nu le afecteze imaginea, Gwin și Wilson au convenit să trimită disputa lor la trei senatori care să servească drept mediatori. Au fost aleși William H. Seward, John J. Crittenden⁠(d) și Jefferson Davis, care au produs o soluție acceptabilă. La sugestia lor, Wilson a declarat Senatului că nu a intenționat să atace onoarea lui Gwin, iar Gwin a răspuns spunând că nu a vrut să pună la îndoială motivele lui Wilson. În plus, mediatorii au hotărât ștergerea remarcilor lui Gwin despre demagogie și acuzațiile de corupție ale lui Wilson din stenogramele Senatului.

## Războiul Civil

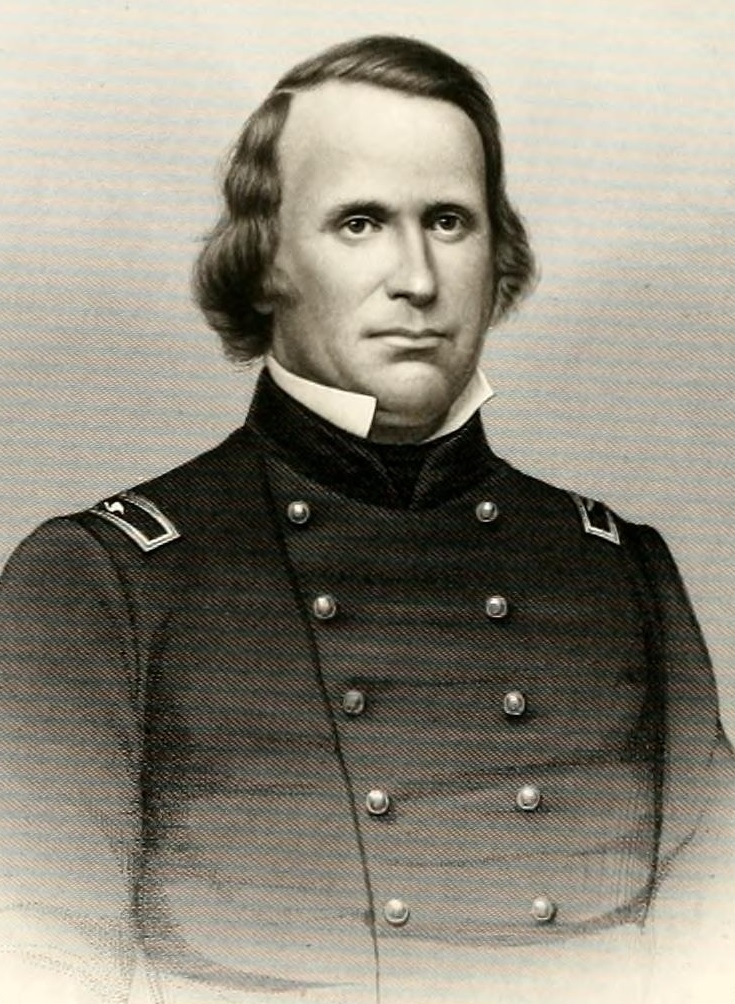
Wilson ca colonel și comandant al Regimentului 22 Infanterie Voluntari din Massachusetts.

În timpul Războiului Civil American, Wilson a fost președintele Comisiei pentru afaceri militare și miliție, iar mai târziu al Comisiei pentru afaceri militare. În această calitate, el a supervizat acțiunile cu privire la peste 15.000 de nominalizări ale Departamentului de Război și Marină pe care Abraham Lincoln le-a depus în timpul războiului și a lucrat îndeaproape cu el la legislația care afectează Armata și Marina.

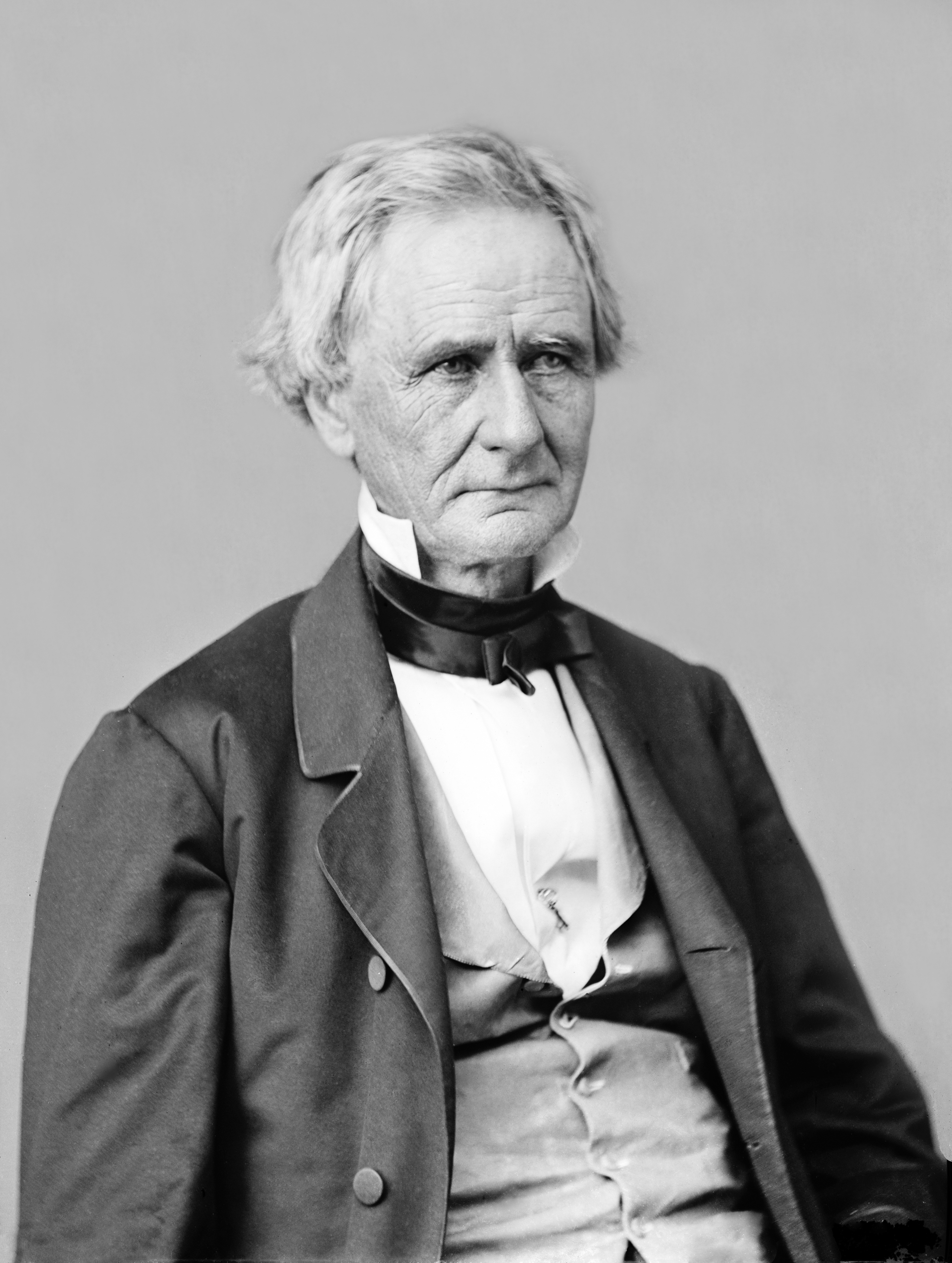
După demisia sa din 1862 din funcția de secretar de război, a lăudat munca lui Wilson în sprijinul Departamentului de Război.

În vara lui 1861, după încheierea sesiunii Congresului, Wilson s-a întors în Massachusetts și a recrutat și echipat aproape 2.300 de oameni în patruzeci de zile. Ei au fost adunați în Regimentul 22 Infanterie Voluntari din Massachusetts⁠(d), pe care l-a comandat cu grad de colonel⁠(d) între 27 septembrie și 29 octombrie, onoare care se acorda uneori persoanei responsabile de recrutarea și echiparea unui regiment. După război, a devenit unul din primii decorați în grad de comandor cu Ordinul Militar al Legiunii Loiale a Statelor Unite conferit de Pennsylvania.
Experiența lui Wilson în miliție, serviciul în Regimentul 22 Massachusetts și președinția Comisiei pentru afaceri militare i-au conoferit cunoștințe și pregătire militară mai practică decât avea orice alt senator. El a folosit această experiență pe tot parcursul războiului pentru a încadra, explica, apăra și pleda pentru legislația în chestiuni militare, inclusiv pentru înrolarea soldaților și marinarilor și organizarea și furnizarea Armatei⁠(d) și Marinei Uniunii⁠(d) , aflate în expansiune rapidă.
Winfield Scott⁠(d), generalul comandant al armatei Statelor Unite⁠(d) din 1841, a spus că în timpul sesiunii Congresului care s-a încheiat în primăvara lui 1861, Wilson a lucrat „mai mult decât au făcut toți președinții comisiilor militare în ultimii 20 de ani.” La 27 ianuarie 1862, Simon Cameron⁠(d), secretar de război recent demisionar, a reafirmat sentimentele lui Scott când a spus că „nici un om, în opinia mea, în toată țara, nu a făcut mai mult pentru a ajuta departamentul de război în pregătirea puternicei armate [a Uniunii] acum sub arme decât dumneata [Wilson]”.

### Controversa Greenhow

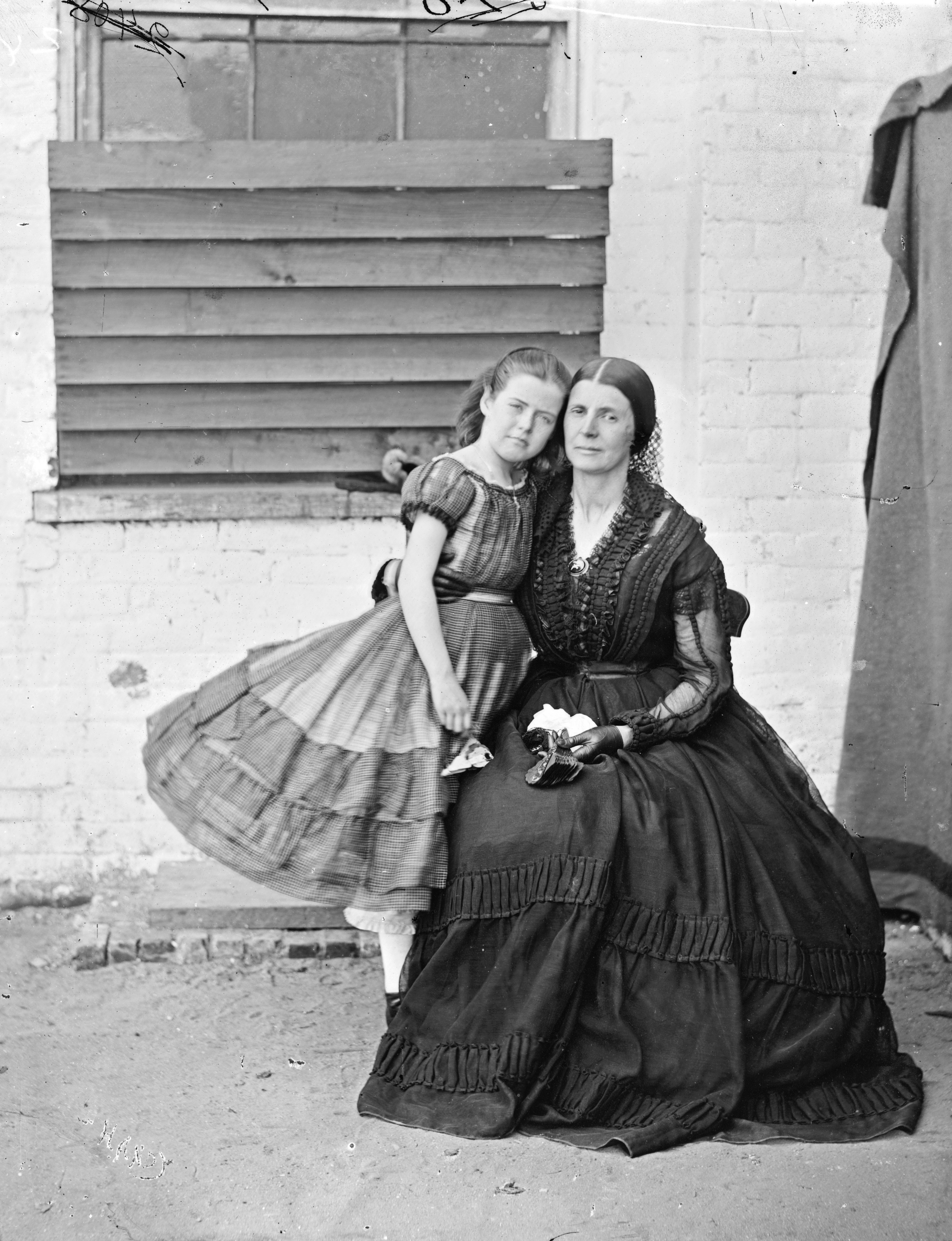
Rose O'Neal Greenhow și fiica ei

În iulie 1861, Wilson a fost prezent la prima bătălie majoră a Războiului Civil, de pe pârâul Bull Run din Manassas, Virginia⁠(d), eveniment la care mulți senatori, congressmani, reporteri din ziare și elita societății din Washington au călătorit din oraș pentru a-l observa în așteptarea unei victorii rapide a Uniunii. Plecând cu o trăsură dimineața devreme, Wilson a adus un coș de picnic cu sandvișuri pentru a hrăni soldații Uniunii. Cu toate acestea, bătălia s-a transformat într-o victorie confederată, trupele Uniunii fiind obligate să se retragă în panică. Prins în haos, Wilson a fost aproape să fie luat prizonier de confederați, în timp ce trăsura lui a fost zdrobită, și a trebuit să se întoarcă la Washington pe jos. Rezultatul acestei bătălii i-a trezit la realitate pe mulți din Nord, făcându-i să înțeleagă că victoria Uniunii nu va fi câștigată fără lupte prelungite.
Căutând vinovați pentru înfrângerea Uniunii, unele persoane din Washington au răspândit zvonuri că Wilson ar fi dezvăluit planurile de invazie a Virginiei de către Uniune spioanei sudiste, membră a cercurilor sociale din Washington, Rose O'Neal Greenhow⁠(d). Conform acestor zvonuri, deși era căsătorit, Wilson s-ar fi văzut mult cu doamna Greenhow și poate că i-a spus despre planurile general-maiorului Irvin McDowell⁠(d), pe care doamna Greenhow le-a transmis apoi forțelor confederate sub comanda general-maiorului PGT Beauregard. O biografie a lui Wilson sugerează că altcineva – funcționarul de la Cabinetul de Senator al lui Wilson, Horace White – ar fi fost prietenos cu doamna Greenhow și ar fi putut să scurgă planul de invazie, deși probabil că nici Wilson, nici White să nu au făcut acest lucru.

### Activismul pentru egalitatea în drepturi
La 16 decembrie 1861, Wilson a prezentat un proiect de lege pentru abolirea sclaviei în Washington, DC, lucru pe care și-a dorit să facă încă de la prima sa vizită în capitala țării, cu 25 de ani mai devreme. În acest moment, sclavii fugari din război erau ținuți în închisorile din Washington, DC și se confruntau cu posibilitatea de a fi returnați proprietarilor lor. Wilson a spus despre proiectul său de lege că va „șterge pentru totdeauna sclavia din capitala națiunii”. Măsura a întâmpinat o opoziție aprigă din partea democraților rămași în Senat după ce cei din statele sudice și-au părăsit locurile pentru a se alătura Confederației, dar a fost adoptată. După adoptarea de către Cameră, președintele Lincoln a promulgat proiectul de lege al lui Wilson pe 16 aprilie 1862.

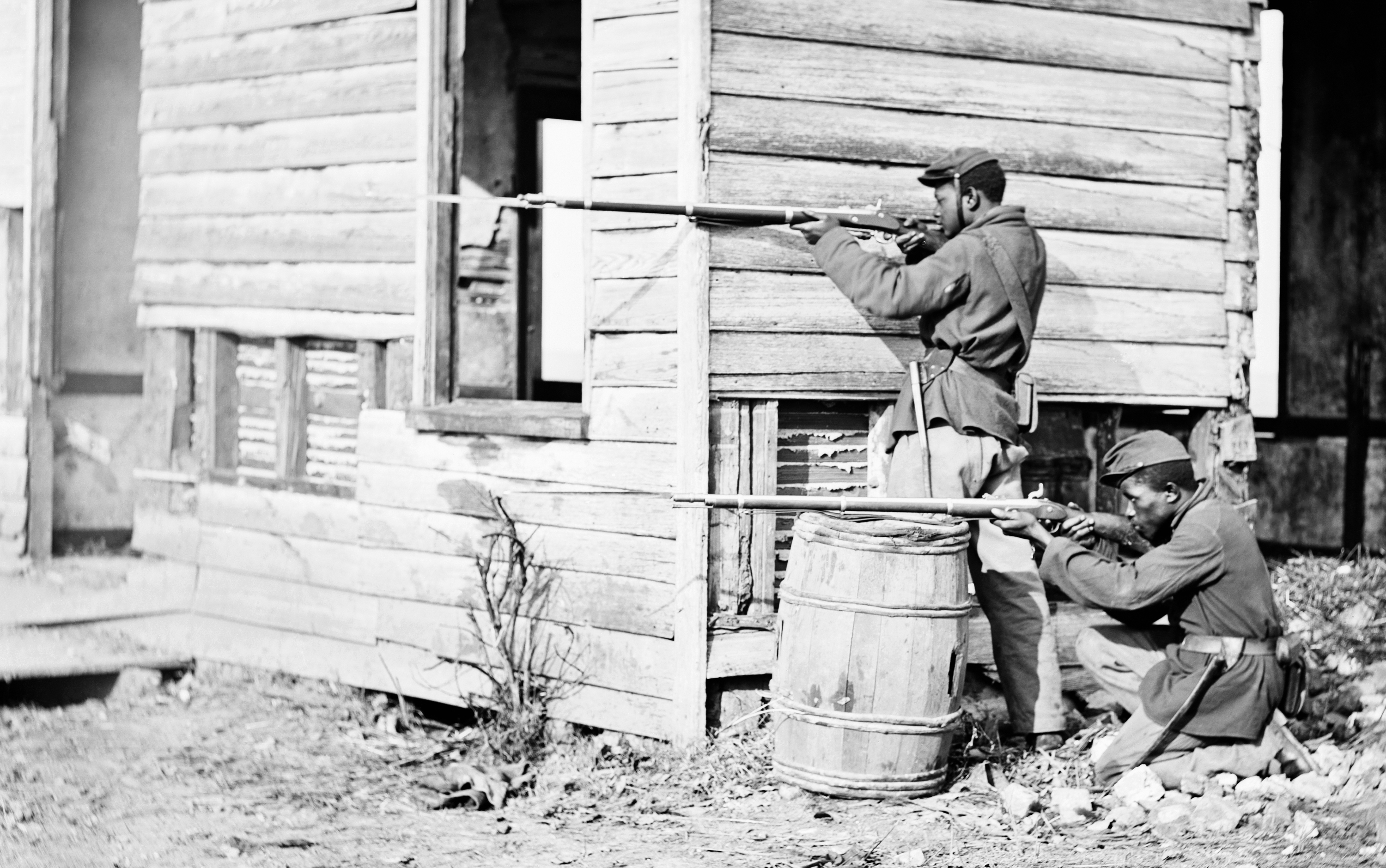
Soldații unioniști afro-americani la Dutch Gap, Virginia, noiembrie 1864

La 8 iulie 1862, Wilson a elaborat o măsură care autoriza președintele să înroleze afro-americani care fuseseră ținuți în sclavie și care erau considerați competenți pentru serviciul militar, și să-i angajeze pentru a construi fortificații și a efectua alte lucrări manuale de interes militar, primul pas spre a le permite afro-americanilor să se înroleze ca soldați. Președintele Lincoln a promulgat și această lege pe 17 iulie. Prin legea lui Wilson, afro-americanii din armată primeau o soldă de 10 dolari lunar, ceea ce era efectiv 7 dolari pe lună după deduceri pentru mâncare și îmbrăcăminte, în timp ce soldații albi erau plătiți efectiv 14 dolari lunar.
La 1 ianuarie 1863, Proclamația de Emancipare a lui Lincoln elibera toți sclavii ținuți în robie în statele sau teritoriile din Sud, pe atunci aflate în rebeliune împotriva guvernului federal. La 2 februarie 1863, în baza legii din 1862 a lui Wilson, Congresul a adoptat un proiect de lege elaborat de congresmanul din Pennsylvania Thaddeus Stevens, prin care autoriza înrolarea a 150.000 de afro-americani în armata Uniunii pentru a servi ca soldați în uniformă.
La 17 februarie 1863, Wilson a prezentat un proiect de lege prin care se finanța la nivel federal educația elementară pentru tinerii afro-americani din Washington, DC. Președintele Lincoln a promulgat legea pe 3 martie 1863.
Wilson a adăugat un amendament la legea de înrolare din 1864, care prevedea că afro-americanii anteriori înrobiți în statele deținătoare de sclavi rămase în Uniune și care s-au înrolat în armata Uniunii vor fi considerați liberi permanent prin acțiunea guvernului federal, și nu prin emanciparea individuală a statelor sau a proprietarilor acestora, împiedicând astfel posibilitatea reînrobirii acestora. Președintele Lincoln a promulgat această măsură la 24 februarie 1864, eliberând peste 20.000 de sclavi numai în Kentucky.

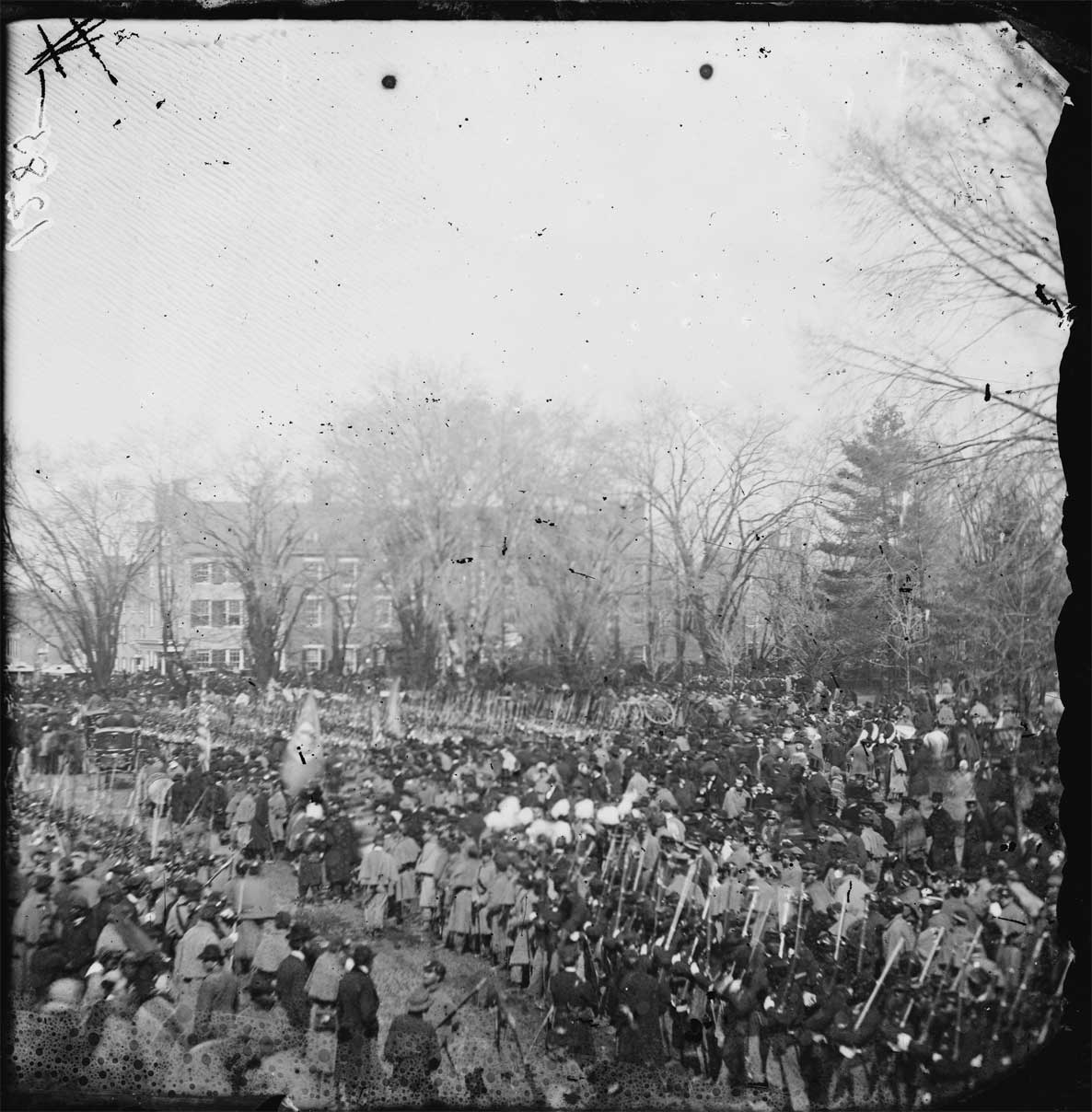
Trupele unioniste afro-americane la cea de-a doua inaugurare a lui Lincoln, Washington, DC,. Wilson a redactat proiectul de lege prin care ei primeau salariu egal în iunie 1864

Wilson a sprijinit dreptul bărbaților de culoare de a se alătura serviciilor militare. Odată ce afro-americanilor li s-a permis să servească în armată, Wilson a pledat în Senat ca ei să primească salariu egal și alte beneficii similare albilor. Un ziar din Vermont a descris poziția lui Wilson și i-a sporit reputația națională de aboliționist prin scriind într-un editorial: „Henry Wilson din Massachusetts, într-un discurs susținut vineri în Senatul SUA, a spus că tratamentul nostru față de soldații negri îi pare aproape la fel de rău ca cel al rebelilor de la Fort Pillow⁠(d). Aceasta nu este o exagerare.”

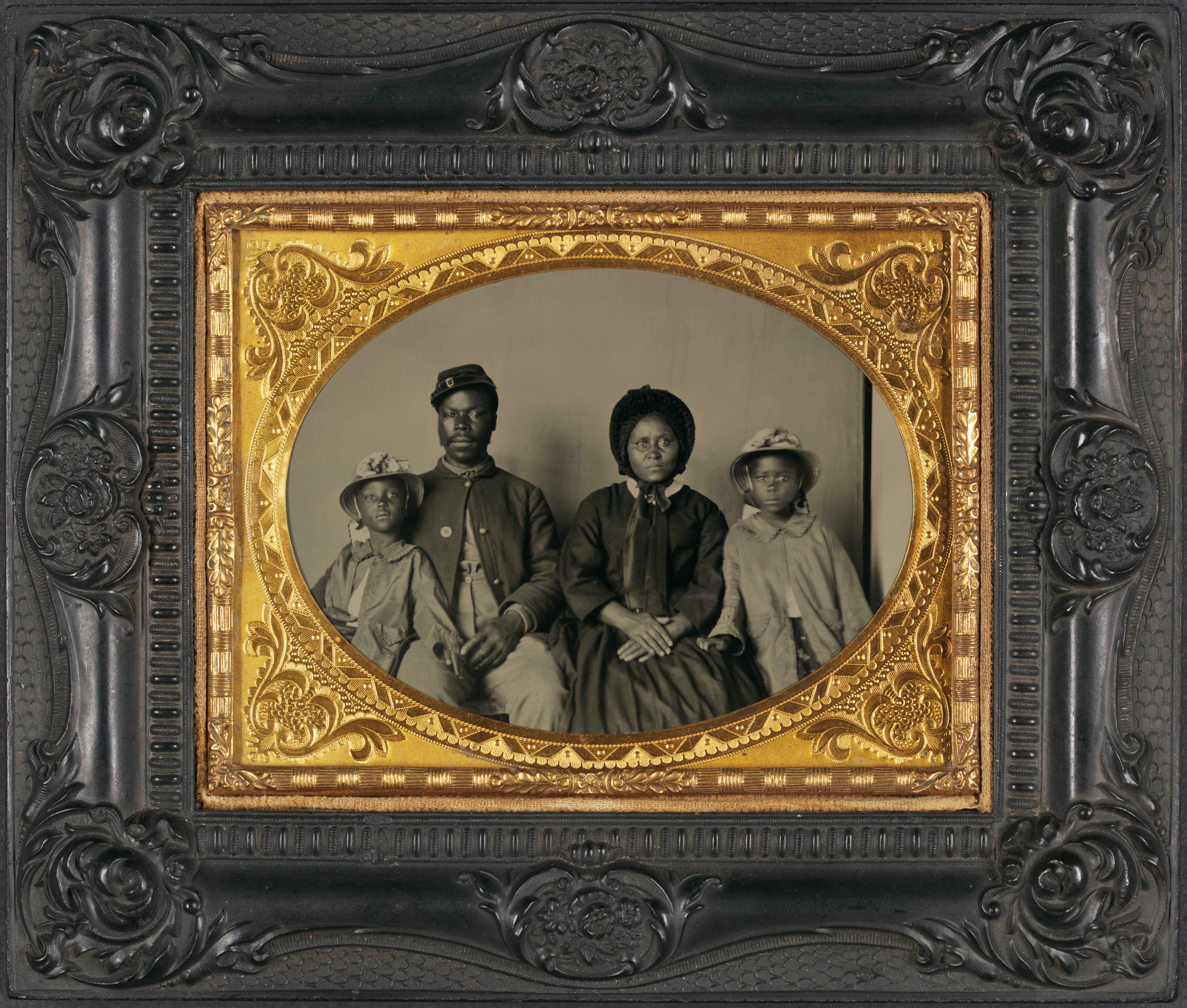
Soldat unionist afro-americane și familia lui ... circa 1863–1865

La 15 iunie 1864, Wilson a reușit să adauge o prevedere la un proiect de lege de finanțare care aborda diferența de salariu dintre albi și negri în armată, prevedere ce autoriza salarii și a beneficii egale pentru soldații afro-americani. Prevederea lui Wilson preciza că „toate persoanele de culoare care au fost sau ar putea fi aduse în serviciul militar ar trebui să primească aceeași uniformă, îmbrăcăminte, rații, asistență medicală și spitalicească și plată” ca soldații albi, până la data curentă începând cu ianuarie 1864.
Wilson a introdus în Congres un proiect de lege care să elibereze din statele deținătoare de sclavi ale Uniunii familiile încă înrobite ale foștilor sclavi care serveau în armata Uniunii. Pledând pentru adoptarea proiectului, Wilson a susținut că a permite membrilor familiei soldaților să rămână în sclavie este o „rușine arzătoare pentru această țară ... Să grăbim punerea în aplicare ... fiindcă pe fruntea soției soldatului și a copilului soldatului, nimeni nu poate scrie «Sclav»”. Președintele Lincoln a promulgat măsura pe 3 martie 1865 și se estimează că doar în Kentucky au fost eliberați 75.000 de femei și copii afro-americani.

### Înființarea Academiei Naționale de Științe
La începutul anului 1863, Louis Agassiz, care făcea parte dintr-un grup de oameni de știință din Cambridge, Massachusetts, interesați să înființeze o academie de științe după modelul Societății Regale și a Institutului Francez, l-a abordat pe Wilson cu ideea de a înființa o astfel de academie. La 11 februarie 1863, în cadrul Departamentului Marinei a fost formată o Comisie Permanentă, din care făceau parte amiralul Charles Henry Davis și oamenii de știință Joseph Henry și Alexander Dallas Bache, și i s-a dat sarcina de a evalua și raporta invențiile și alte idei prezentate de cetățeni în pentru a ajuta efortul de război. Înființarea Comisiei Permanente l-a determinat pe Davis să sugereze că „întregul plan, întreținut atât de mult timp, al Academiei ar putea fi realizat cu succes dacă s-ar cere cu îndrăzneală un act de încorporare în numele unora dintre oamenii de conducere ai științei, de la diferite părți ale țării”. Chiar înainte de înființarea Comisiei Permanente, Agassiz îi scrisese lui Wilson sugerând că ar putea fi înființată o „Academie Națională de Științe” și recomandând că, dacă Wilson ar fi de acord, Bache, „pe care oamenii de știință ai țării îl privesc ca pe un lider... poate întocmi în douăzeci și patru de ore un plan complet pentru dumneata..." Pe 19 februarie, Agassiz a venit la Washington de la Cambridge pentru a accepta numirea, la nominalizarea lui Wilson, în Consiliul de Regenți al Instituției Smithsonian. Agassiz a mers direct din tren acasă la Bache, unde s-a întâlnit cu Bache, Wilson și oamenii de știință Benjamin Apthorp Gould și Benjamin Peirce. Pornind de la planurile stabilite de Bache și Davis, grupul a elaborat un proiect de lege pentru înființarea Academiei Naționale de Științe, care să fie supus votului Congresului. Pe 20 februarie, Wilson a prezentat proiectul de lege în Senat. Chiar înainte de închiderea lucrărilor la 3 martie 1863, Wilson a cerut Senatului „să accepte un proiect de lege... pentru a încorpora Academia Națională de Științe”. Senatul a adoptat proiectul de lege prin vot vocal; mai târziu în acea zi a fost trimisă Camerei Reprezentanților, care a adoptat-o fără comentarii. Președintele Lincoln a promulgat-o înainte de miezul nopții în aceeași zi. Cu ajutorul lui Wilson, s-a reușit într-o singură zi înființarea Academiei Naționale de Științe din SUA.

## Reconstrucția și drepturile civile

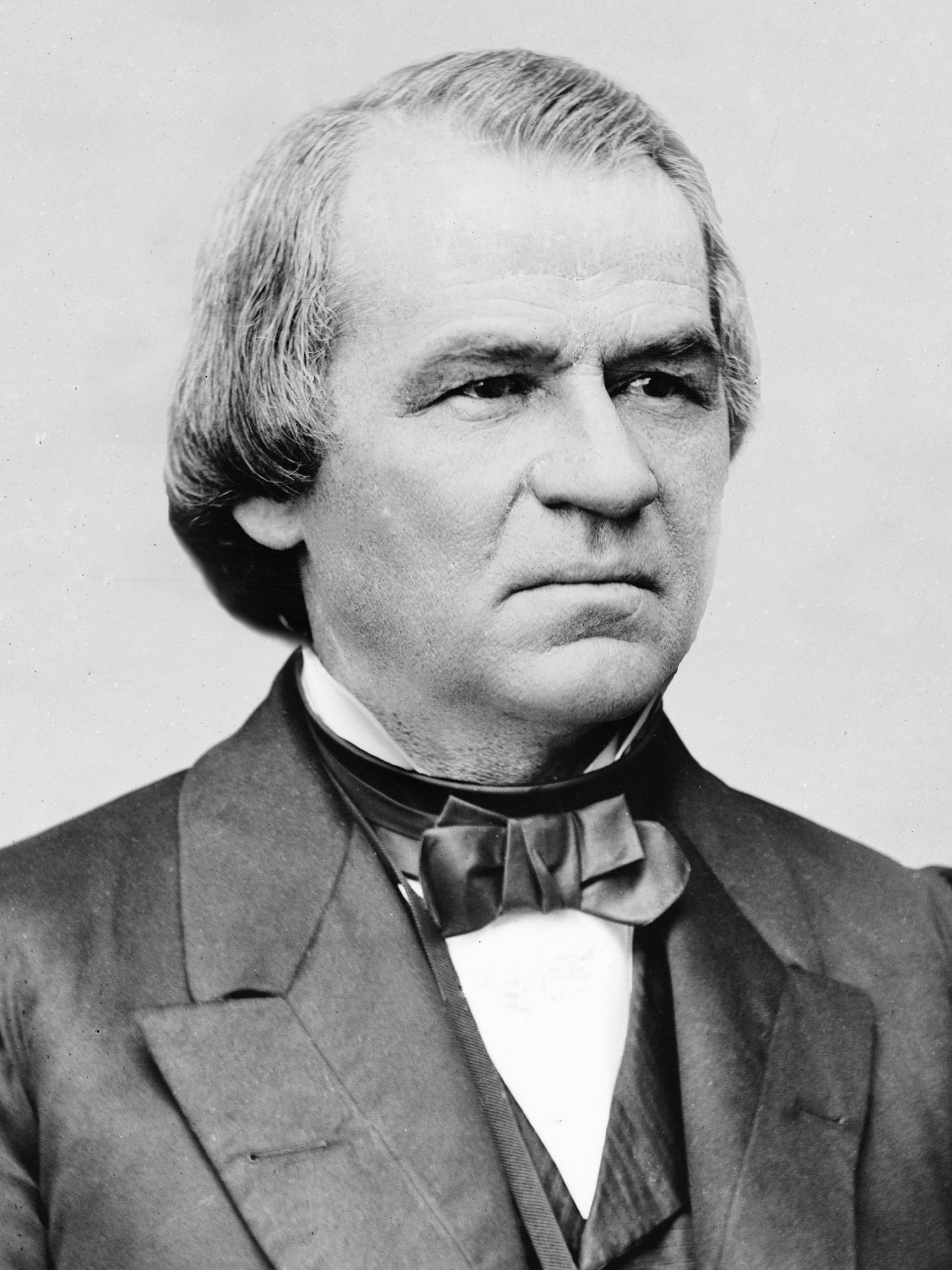
Președintele Johnson, pentru a cărei condamnare a votat Wilson

Când Andrew Johnson și-a asumat președinția după asasinarea președintelui Lincoln în aprilie 1865, senatorii Sumner și Wilson sperau ambii că Johnson va sprijini politicile Partidului Republican, deoarece Johnson, democrat, fusese ales împreună cu Lincoln pe o candidatură pro-Uniune⁠(d). După ce Războiul Civil s-a încheiat cu victoria Uniunii în mai 1865, fosta Confederație învinsă a fost distrusă. Fusese devastată din punct de vedere economic și politic și o mare parte din infrastructura sa fusese distrusă în timpul războiului. Era momentul oportun pentru ca Johnson și Congresul să colaboreze pentru restaurarea și reconstrucția Sudului. Johnson a ales însă să-și lanseze propria politică de reconstrucție, care a fost văzută ca mai îngăduitoare cu foștii confederați și care excludea acordarea cetățeniei americane afro-americanilor. Când Congresul a deschis sesiunea care a început în decembrie 1865, politica lui Johnson cuprindea o cerere ca senatorii și reprezentanții din Sud, aproape toți democrați, inclusiv mulți foști confederați, să fie readmiși în Congres. Congresul, încă dominat de republicani, a refuzat să permită senatorilor și reprezentanților din Sud să-și ocupe locurile, declanșând o ruptură între republicanii din Congres și președinte. Wilson a propus ca doar persoanele care au fost loiale Statelor Unite să aibă dreptul de a servi în poziții de putere politică în fosta Confederație, și credea că Congresul, și nu președintele, are puterea de a reconstrui statele sudice. Drept urmare, Wilson și-a unit forțele cu congresmenii și senatorii cunoscuți sub numele de Republicanii Radicali, care se opuneau cel mai viguros lui Johnson.

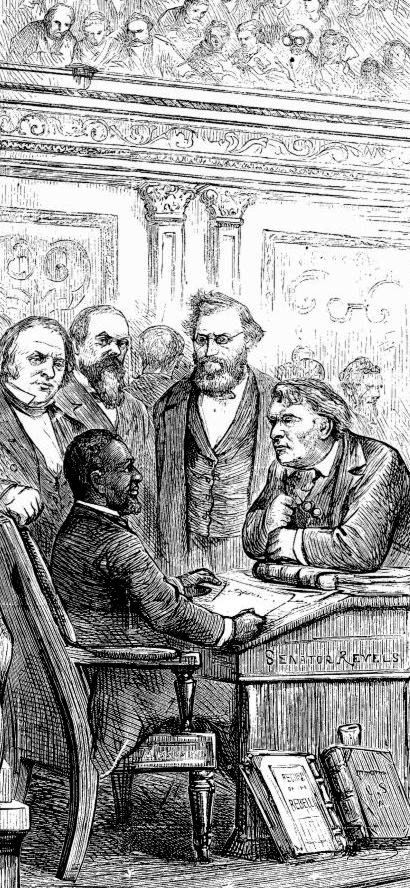
Henry Wilson (stânga) l-a apărat pe Hiram Revels, primul senator american afro-american.

La 21 decembrie 1865, la două zile după anunțul că statele au ratificat al treisprezecelea amendament, care abolea sclavia, Wilson a prezentat un proiect de lege pentru a proteja drepturile civile ale afro-americanilor. Deși proiectul de lege al lui Wilson nu a trecut de Congres, era de fapt același proiect de lege ca Legea pentru Drepturile Civile din 1866⁠(d), care a fost adoptată de Congres împotriva opoziției lui Johnson la 9 aprilie 1866.
Falia dintre radicali, inclusiv Wilson, și președintele Johnson s-a adâncit pe măsură ce Johnson încerca să pună în aplicare politicile sale de reconstrucție mai blânde. Johnson a respins proiectul de lege pentru înființarea Biroului Eliberaților⁠(d), precum și alte măsuri radicale pentru a proteja drepturile civile ale afro-americanilor — măsuri pe care Wilson le susținea. Wilson a susținut efortul de a-l demite pe Johnson, spunând că Johnson a fost „nedemn, dacă nu criminal” în conduita sa, împotrivindu-se măsurilor de reconstrucție ale Congresului, dintre care multe au fost adoptate peste opoziția lui. La procesul din Senat din 1868, Wilson a votat pentru condamnarea lui Johnson, dar republicanii au rămas cu un vot sub majoritatea de două treimi necesară pentru a-l înlătura din funcție. (Cu 36 de voturi „vinovat” necesare pentru demitere, rezultatele în Senat au fost de 35 la 19 la toate cele trei tururi de scrutin post-proces.)
La 27 mai 1868, Wilson a vorbit în fața Senatului pentru a susține cu forță readmisia Arkansasului. Preluând conducerea în această problemă, Wilson a îndemnat la acțiune imediată, spunând că noul guvern al statului era constituțional și era compus din sudiști loiali, afro-americani care fuseseră anterior înrobiți și nordici care s-au mutat în Sud. Wilson a spus că nu va fi de acord ca Congresul să amâne acest procespână când toate statele din Sud cu guverne reconstruite loiale Statelor Unite și care au adoptat noi constituții vor putea fi readmise. New York Tribune a numit discursul lui Wilson „viguros” și a spus că Wilson a îndepărtat Senatul de la „chițibușuri legale”. În decurs de o lună, Senatul a acționat, iar Arkansas a fost readmis pe 22 iunie 1868. Președintele Ulysses S. Grant, care i-a succedat lui Johnson în 1869, a susținut mai ferm Reconstrucția Congresului, iar fostele state Confederate rămase care nu s-au alăturat Uniunii au fost readmise în timpul primului său mandat. Trupele federale au fost în continuare desfășurate în fostele state Confederate, ceea ce a permis republicanilor să controleze guvernele statelor, iar afro-americanilor să voteze și să dețină funcții federale.
În 1870, Hiram Revels⁠(d) a fost ales în Senatul SUA de către legislativul reconstruit al statului Mississippi⁠(d). Revels a fost primul afro-american ales în Senat, iar democrații din Senat au încercat să-l împiedice să-și preia funcția. Wilson a apărat alegerea lui Revels și a prezentat drept dovadă a validității sale semnături de la grefierii Camerei Reprezentanților⁠(d) și Senatului statului Mississippi⁠(d), precum și pe cea a lui Adelbert Ames, guvernatorul militar al statului Mississippi. Wilson a susținut că culoarea pielii lui Revels nu este un obstacol în calea serviciului în Senat și a pus în legătură rolul Senatului cu Regula de Aur a creștinismului de a face altora ceea ce ți-ai face singur. Senatul a votat în favoarea lui Revels, iar după ce acesta a depus jurământul, Wilson l-a însoțit personal la banca sa, în timp ce jurnaliștii consemnau istoricul eveniment.

## Campania pentru vicepreședinție din 1868
Înainte de alegerile prezidențiale din 1868, Wilson a făcut un tur al Sudului ținând discursuri politice. Mulți din presă credeau că Wilson se promova pentru a fi candidatul republican la președinție. El l-a susținut însă pe eroul Războiului Civil, generalul Ulysses S. Grant. În timpul Reconstrucției, Grant susținuse inițiativele Congresului republican, în defavoarea celor ale președintelui Johnson, iar în timpul disputei cu privire la Legea Titularizării în Funcție⁠(d) care a dus la impeachmentul lui Johnson, Grant a servit drept secretar de război provizoriu, dar apoi a returnat Departamentul aliatului radicalilor Edwin M. Stanton trecând peste obiecțiile viguroase ale lui Johnson, ceea ce l-a făcut pe Grant favoritul multor radicali.

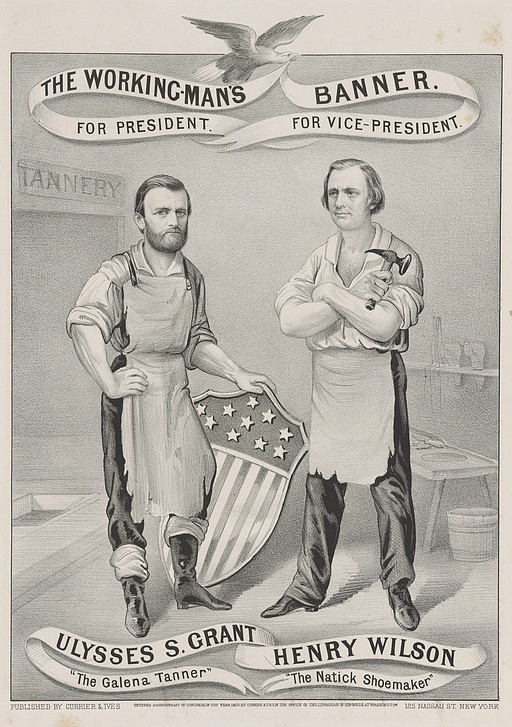
Drapelul muncitorilor. Pentru președinte, Ulysses S. Grant, „Tăbăcarul din Galena”. Pentru vicepreședinte, Henry Wilson, „Ciubotarul din Natick”.

Wilson își dorea cu adevărat să fie vicepreședinte. În discursurile din turneul întreprins în Sud, Wilson și-a moderat ideologia lui dură față de Reconstrucție, susținând o societate birasială, îndemnându-i în același timp pe afro-americani și pe susținătorii lor albi să adopte o abordare conciliantă și pașnică cu albii din Sud care preferaseră Confederația. Radicalii, inclusiv Benjamin Wade⁠(d), au fost uimiți de remarcile lui Wilson, deoarece ei credeau că negrii nu ar trebui să mai fie supuși foștilor lor proprietari albi. La Convenția Republicană, Wilson, Wade și alții au concurat pentru nominalizarea la vicepreședinție, iar Wilson a avut sprijin printre delegații din Sud, dar nu a reușit să câștige după cinci tururi de scrutin. Nici Wade nu a reușit să câștige votul convenției, iar delegații lui Wilson și-au schimbat în cele din urmă voturile către Președintele Camerei Schuyler Colfax, care a obținut nominalizarea și avea apoi să câștige alegerile generale ca partener al lui Grant. După ce Grant și Colfax au câștigat alegerile din 1868, Wilson a refuzat să servească drept secretar de război în cabinetul lui Grant, din cauza dorinței sale de a petrece mai mult timp cu doamna Wilson în timpul lungii ei boli.

## Campania pentru vicepreședinție din 1872

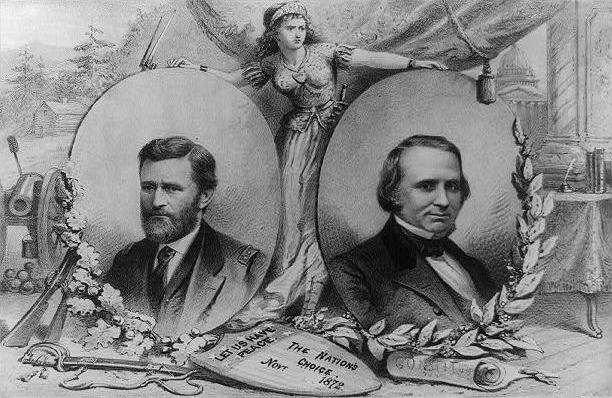
Afiș de campanie Grant/Wilson

În 1872, Wilson avea o reputație puternică în rândul republicanilor ca un reformator principial, dar practic, care susținea drepturile civile pentru afro-americani, dreptul de vot pentru femei, ajutorul federal pentru educație, reglementarea afacerilor și interzicerea băuturilor alcoolice. În 1870, vicepreședintele în funcție, Schuyler Colfax, a declarat că nu va candida pentru un alt mandat, creând posibilitatea unei competiții pentru nominalizare. În plus, unii republicani, inclusiv Grant, doreau un alt candidat la vicepreședinție, deoarece credeau că Colfax avea aspirații prezidențiale și ar putea pune în pericol realegerea lui Grant, trecând la Partidul Republican Liberal⁠(d), care se formase din cauza opoziției la acuzațiile de corupție la adresa administrației Grant și din cauza încercării lui Grant de a anexa Santo Domingo⁠(d). Convenția liberal-republicană, desfășurată la Cincinnati în aprilie și condusă de Carl Schurz⁠(d), dorea să-l înlocuiască pe Grant din cauza corupției din administrația sa, să pună capăt Reconstrucției și să readucă guvernele statelor din Sud la conducerea albilor. Ei l-au nominalizat pe Horace Greeley pentru președinție și pe B. Gratz Brown⁠(d) pentru vicepreședinție.

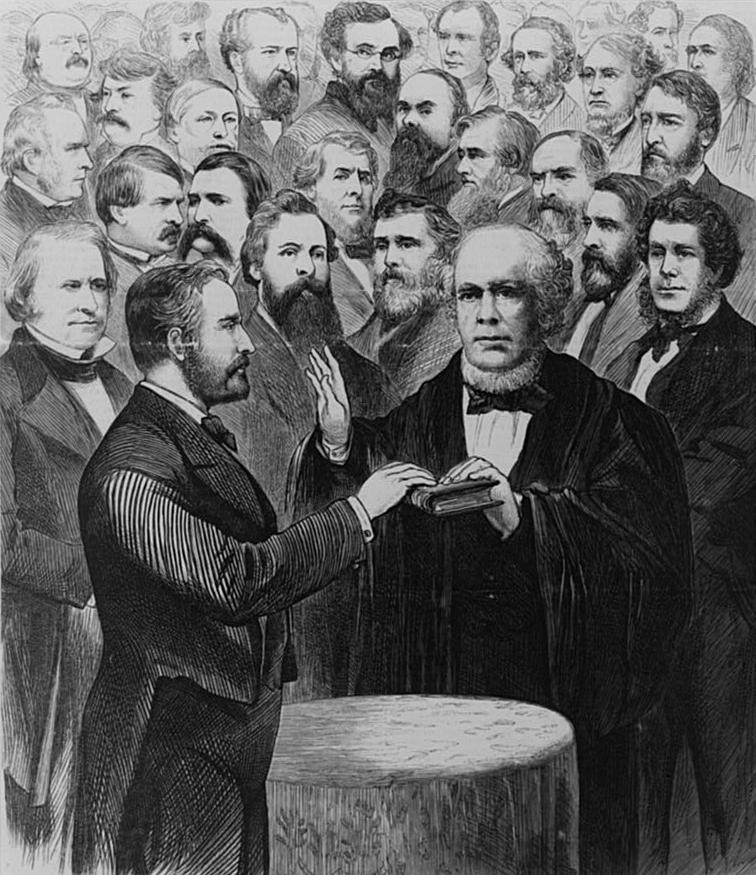
Wilson stă în spatele lui Grant la cea de-a doua inaugurare a lui Grant,

Convenția republicană s-a deschis pe 5 iunie la Philadelphia, iar delegații erau într-o dispoziție entuziastă. Pentru prima dată în istoria convențiilor de partid, operatorii de telegrafie au comunicat națiunii procedurile minut cu minut. Platforma republicană susținea amnistia pentru foștii confederați, scăderea taxelor vamale, reforma serviciului civil, politica de pace cu indienii a lui Grant și drepturile civile pentru afro-americani. Grant a fost renominalizat în unanimitate a doua zi, în uralele zgomotoase ale mulțimii prezente la convenție. Wilson era popular printre republicani pentru nominalizarea la vicepreședinție, cu o atrăgătoare poveste a căpătuirii, cu ascensiunea sa de la statutul de slujitor datornic la proprietar și operator al unei afaceri de succes în domeniul producției de încălțăminte. La primul tur de scrutin, el l-a învins pe Colfax, care până atunci devenise candidat activ, renunțând la angajamentul său din 1870 și informându-i pe susținătorii săi că va accepta renominalizarea dacă i se va oferi. Republicanii credeau că nominalizarea lui Wilson, ca politician integru venit din mișcarea anti-sclavie, va depăși argumentul anticorupție al liberal-republicanilor, între care se număra și Sumner. Atât Grant, cât și noul său camarad de cursă, Wilson, au fost idealizați de afișele republicane, care îi înfățișau pe Grant drept „Tăbăcarul din Galena” și pe Wilson drept „Ciubotarul din Natick” purtând unelte specifice și șorțuri de muncitori. (Tatăl lui Grant conducea o afacere de tăbăcire și de produse din piele, iar înainte de Războiul Civil, Grant lucrase în prăvălia tatălui său din Galena, Illinois⁠(d).)  În iulie, într-o fuziune de partide politice fără precedent, influențată de Schurz, democrații au adoptat platforma liberal-republicană și au susținut candidații acelui partid. Popularitatea personală a lui Grant s-a dovedit însă insurmontabilă la alegerile generale, iar Grant și Wilson i-au învins convingător pe Greeley și Brown atât la voturile populare, cât și la cele din colegiul electoral. Numirea lui Wilson pentru funcția de vicepreședinte a avut scopul de a întări candidatura republicană și a fost considerată un succes.

### Scandalul Crédit Mobilier
În timpul campaniei din 1872, reputația de onestitate a lui Wilson a fost afectată de un articol din New York Sun apărut în luna septembrie, care indica faptul că ar fi fost implicat în scandalul Crédit Mobilier⁠(d). Wilson a fost unul dintre câțiva congressmani și senatori (în cea mai mare parte republicani), între care și Colfax, cărora li s-a oferit (și care posibil au și luat) mită în numerar și acțiuni cu preț redus la filiala Crédit Mobilier a Union Pacific Railroad, din partea congresmanului Oakes Ames⁠(d) pe la sfârșitul anilor 1860, în schimbul voturilor favorabile pentru Union Pacific în timpul construirii primei căi ferate transcontinentale⁠(d).
După ce a negat unui reporter cu doar o lună înainte de alegeri că ar avea vreo legătură cu Crédit Mobilier, Wilson și-a recunoscut implicarea atunci când a depus mărturie în fața unei comisii din Senat la 13 februarie 1873. Wilson le-a spus membrilor comisiei de anchetă că în decembrie 1867 fusese de acord să cumpere acțiuni Crédit Mobilier în valoare de 2000 de dolari (20 de acțiuni) pe numele doamnei Wilson și cu banii acesteia. Potrivit lui Wilson, el și soția sa au avut unele îngrijorări cu privire la caracterul adecvat al tranzacției și nu au intrat niciodată în posesia certificatelor propriu-zise de acționar, așa că Wilson i-a cerut lui Ames să anuleze tranzacția, iar Ames ia returnat prețul de cumpărare de 2000 de dolari lui Wilson. Wilson a spus că apoi i-a returnat lui Ames și 814 dolari – 748 de dolari în dividende și 66 de dolari dobândă pe care se presupunea că doamna Wilson îi câștigase ca profit, chiar dacă nu intrase în posesia fizică a acțiunilor sale. Wilson a mai susținut că, deoarece doamna Wilson a refuzat să ia aceste venituri de la Ames, Wilson și-a asumat personal plata celor 814 dolari din fondurile sale proprii pentru a o despăgubi pentru profitul pe care l-ar fi obținut dacă ar fi păstrat acțiunile, ceea ce el a spus că s-a simțit obligat să facă, deoarece soția sa acceptase inițial să cumpere acțiunile la recomandarea sa și pierduse bani urmând recomandarea lui ulterioară de a anula tranzacția.
Doamna.Wilson murise în 1870, așa că senatorii a trebuit să se bazeze pe cuvântul lui Wilson și pe cel al lui Ames, care a relatat același lucru ca și Wilson. Senatul a acceptat explicația lui Wilson și nu a luat nicio măsură împotriva lui, dar reputația sa de integritate a fost oarecum afectată deoarece negase inițial legătura cu afacerea, după care a recunoscut-o. Chiar și așa, nu a fost ceva suficient încât să îl împiedice să devină vicepreședinte luna următoare.

## Vicepreședinția (1873–1875)

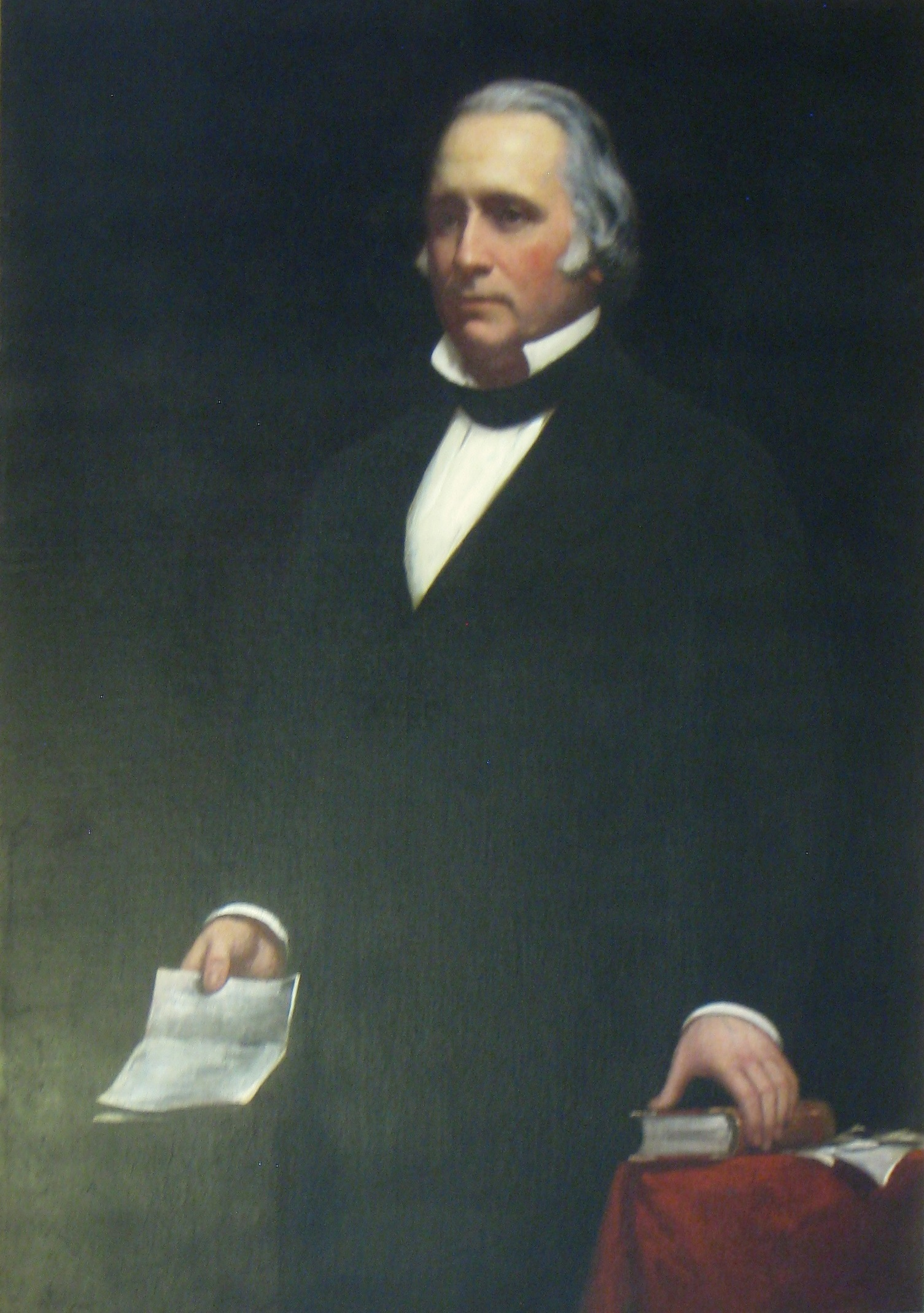
Vicepreședintele WilsonPortret de Onthank, 1875

Wilson a ocupat funcția de vicepreședinte din 4 martie 1873 până la moartea sa. În calitate de vicepreședinte, anii de experiență ai lui Wilson în Senat i-au permis să fie „foarte eficient și acceptabil” la prezidarea lucrărilor Senatului. În timpul mandatului său, a dat o singură dată votul de departajare, în favoarea adoptării legii drepturilor civile din 1875⁠(d). După moartea sa, funcția de vicepreședinte a rămas vacantă, deoarece pe atunci nu exista nicio dispoziție constituțională despre ocuparea postului de vicepreședinte rămas vacant, lacună ce avea să fie acoperită de al Douăzeci și cincilea Amendament⁠(d) în 1967. Aceasta a însemnat că președintele pro tempore al Senatului Thomas Ferry⁠(d) a devenit următorul în linia succesiunii prezidențiale. Ferry a avut acest rol până la 4 martie 1877, data inaugurării următorului președinte și vicepreședinte aleși.

### Boala și moartea
Îndatoririle ceremoniale ale lui Wilson și munca la Istoria ascensiunii și căderii puterii sclaviei în America l-au ținut extrem de ocupat, muncind până târziu cu puțin timp de odihnă. La începutul lui mai 1873, Wilson a participat la înmormântarea lui Salmon P. Chase la New York City. La 19 mai 1873, a suferit un accident vascular cerebral care i-a cauzat pareză facială, slăbiciune generală și tulburări de vorbire. Doctorul i-a ordonat să se odihnească, dar Wilson a permis reporterilor să-l vadă. Publicul a observat pentru prima dată că Wilson era bolnav când și-a făcut apariția la Boston pe 30 mai  și reporterii au fost informați că Wilson nu poate să lucreze sau să se ocupe de corespondența lui. Sănătatea sa s-a îmbunătățit oarecum în lunile septembrie și octombrie și pe 25 noiembrie Wilson s-a întors la Washington pentru deschiderea lucrărilor Congresului. El a putut prezida Senatul de la 1 decembrie până la 9 decembrie 1873, dar nu a putut să vorbească în public, nici chiar atunci când a participat la o comemorare a o sută de ani de la Boston Tea Party.

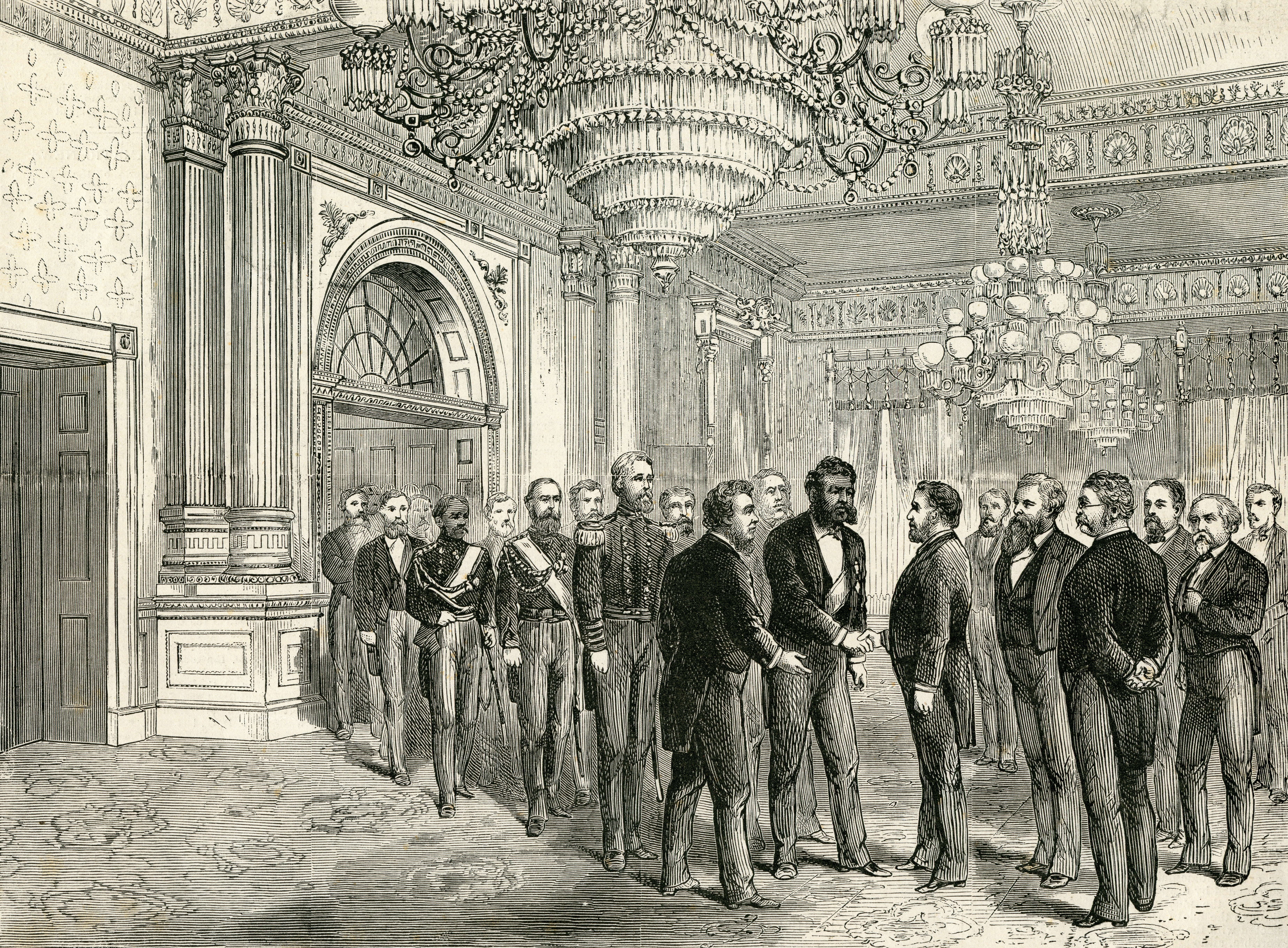
Wilson a participat la cina de stat la Casa Albă pentru regele hawaian David Kalākaua în decembrie 1874.

Wilson a rămas cu sănătatea ocazional șubredă tot anul 1874, dar a putut să participe la înmormântarea lui Charles Sumner în martie. Pe parcursul restului de mandat, participarea lui Wilson la Senat a fost neregulată din cauza sănătății sale precare. În perioadele în care nu era bolnav, Wilson și-a putut relua și unele dintre îndatoririle sale ceremoniale, inclusiv participarea la o petrecere la Casa Albă pentru regele Hawaiiului, David Kalākaua⁠(d), în decembrie 1874. Când colegul său aboliționist și liber-pământist Gerrit Smith⁠(d) a murit în New York City, pe 28 decembrie 1874, Wilson a călătorit acolo pentru a vedea rămășițele și a lua parte la slujba funerară.

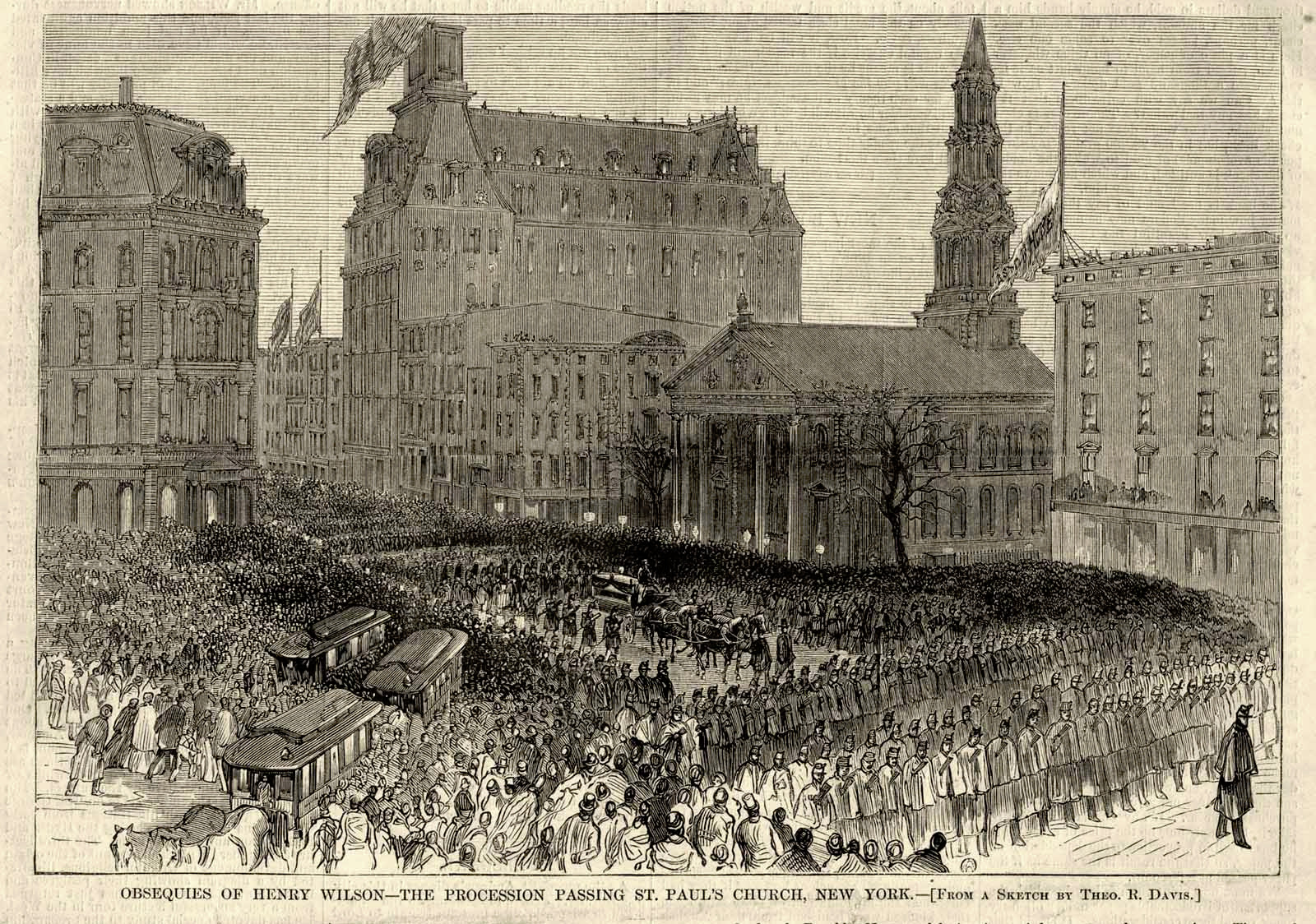
Procesiunea funerară a lui Wilson trecând pe lângă Capela St. Paul din New York. Publicat în '.

Wilson a continuat să treacă prin diferite crize de sănătate în 1875. În timp ce lucra la Capitoliul Statelor Unite, pe 10 noiembrie 1875, a suferit ceea ce se credea a fi un accident vascular cerebral minor și a fost dus în Camera Vicepreședintelui⁠(d) pentru a se recupera. În următoarele câteva zile, sănătatea lui a părut să se îmbunătățească și prietenii au crezut că era aproape recuperat. Cu toate acestea, pe 22 noiembrie la ora 7:20, Wilson a suferit un accident vascular cerebral fatal în timp ce lucra la Capitoliu. Rămășițele sale au primit onoarea de a fi depuse  la rotonda Capitoliului Statelor Unite⁠(d).
Aranjamentele funerare ulterioare au inclus escorte militare, deoarece rămășițele lui Wilson au fost transferate de la o gară la alta pe drum de la Washington la Natick, precum și nopți petrecute în locații oficiale. Traseul a inclus procesiuni în Baltimore, Philadelphia, New York și Boston și nopți în care a fost depus la Primăria Baltimore și la Independence Hall⁠(d) din Philadelphia. A fost înmormântat la Old Dell Park Cemetery din Natick.
Alți doi foști vicepreședinți au murit în același an cu Wilson – John C. Breckinridge și Andrew Johnson.
Wilson a fost al patrulea vicepreședinte care a murit în funcție, după: George Clinton, care a servit atât sub președinția lui Thomas Jefferson (1805–1809) cât și a lui James Madison (1809–1812); Elbridge Gerry, care a servit și el sub președinția lui Madison (1813–14); și William R. King, sub președinția lui Franklin Pierce (1853).

## Reputația istorică

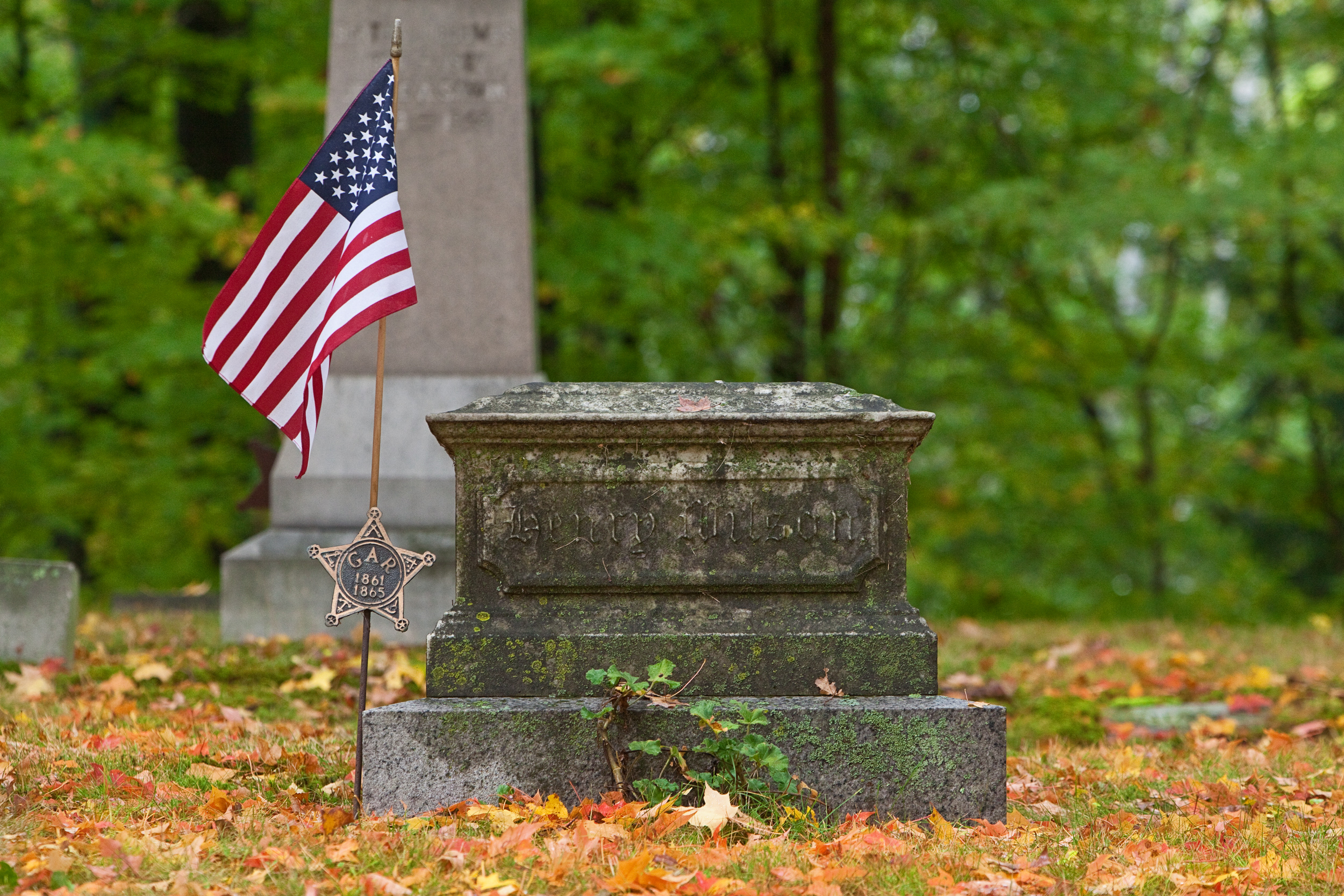
Mormântul lui Henry Wilson, Old Dell Park Cemetery,.

Potrivit istoricului George H. Haynes, în timpul celor aproape treizeci de ani de serviciu public, Wilson a practicat o politică bazată pe principii, susținând cauze nepopulare, uneori în detrimentul ambiției sale personale. Printre cauzele susținute de Wilson s-au numărat abolirea sclaviei și drepturile muncitorilor, atât albi, cât și negri.
Wilson nu a ezitat să rupă legăturile cu politicienii din vechea gardă și să formeze noi coaliții pentru a-și îndeplini obiectivele, chiar dacă aceasta i-a conferit printre adversari reputația de politician „schimbător”. Pe de altă parte, el a fost admirat de colegii aboliționiști pentru devotamentul pentru această cauză de care a dat dovadă pe tot parcursul vieții, iar muncitorii și-au găsit inspirație în carieră, deoarece el însuși a pornit de la nivelul de muncitor manual.
Wilson a susținut școlile publice și bibliotecile gratuite. În Massachusetts, el a susținut scutiri de taxe pentru achiziționarea și întreținerea uneltelor și mobilierului muncitorilor și eliminarea calificărilor de deținere de proprietate pentru dreptul la vot.
Senatorul american George F. Hoar⁠(d), un om politic contemporan din Massachusetts, a spus despre Wilson că a fost un „manager politic abil, priceput și încercat și constant” și „cel mai priceput organizator politic din țară” în timpul carierei sale.
Wilson este recunoscut și ca un pionier politic în tehnicile de formare a opiniei publice în timp ce a ocupat funcția. În secolul al XX-lea, strawpollurile⁠(d) și sondajele științifice de opinie publică ale companiilor, inclusiv Gallup, au devenit părți standard ale campaniilor politice și ale mediatizării alegerilor. În timpul carierei sale în Senat, Wilson a fost în premieră strwapolluri, preluând opiniile alegătorilor din Massachusetts prin conversații personale și sondaje neștiințifice înainte de a-și face cunoscute propriile opinii. Datorită acestor eforturi, Wilson a reușit să construiască coaliții, să câștige alegeri, să-și facă aliați politici și să determine cel mai bun moment pentru a acționa în Senat pe probleme de mare importanță.
În 1891, școala Henry Wilson, o unitate de învățământ pentru elevi de culoare, s-a deschis pe ceea ce era atunci Central Street în partea din Districtul Columbia aflată în comitatul Washington (acum 17th Street în cartierul Adams Morgan⁠(d)). Școala a fost numită după el în onoarea rolului jucat în emanciparea sclavilor din district, și avea să fie închisă în 1956 din cauza dimensiunilor sale mici. La scurt timp, a fost convertită în Anexa Morgan, o locație satelit a școlii adiacente Thomas P. Morgan. Anexa Morgan a fost și ea ulterior închisă, iar clădirea a fost vândută în 1989 și redeschisă drept complexul rezidențial Morgan Annex Lofts.
Wilson a fost subiectul unui podcast biografic din 2022, intitulat „Henry Wilson & The Civil War”. Serialul a avut peste 22 de episoade și a fost prezentat de Lincoln Anniballi.

## Viața personală
La 28 octombrie 1840, Wilson s-a căsătorit cu Harriet Malvina Howe (1824–1870). Ei au fost părinții unui fiu, Henry Hamilton Wilson (1846–1866), care a urmat cursurile Academiei Militare Highland din Worcester, Massachusetts. În timpul Războiului Civil, tânărul Wilson a studiat la Academia Navală a Statelor Unite, dar a plecat înainte de a absolvi pentru a accepta o numire în Armata Uniunii. A obținut succese în Regimentele 31 și 104 ale trupelor de culoare ale Statelor Unite⁠(d) și a fost promovat la gradul de locotenent-colonel⁠(d) și secund al comandantului Regimentului 104 în iulie 1865. După război, el a fost numit sublocotenent în Regimentul 6 de Cavalerie al Armatei regulate și a servit până când a murit de ruptură a apendicelui în 1866. Camp Wilson, un post al armatei în Texas a fost numit după Henry H. Wilson; mai târziu a fost redenumit Fort Griffin⁠(d).
În 1869, Henry și Harriet Wilson au devenit și părinții adoptivi de facto ai unei fete, Evangelina (sau Evangeline), care s-a născut între 1864 și 1866 și a luat numele de Eva Wilson. Într-o serie complicată de evenimente, în 1869 o femeie pe nume Caroline Vreeland a cunoscut-o pe Nancy Colbath, soția fratelui lui Wilson, Samuel. Vreeland i-a permis lui Nancy Colbath să adopte copilul, cu înțelegerea că va fi crescută de Henry Wilson și de soția lui. Copilul a trăit cu familia Wilson până cu puțin timp înainte de moartea domnei Wilson. Nancy Colbath a păstrat apoi copilul și a primit plăți lunare de la Henry Wilson pentru întreținerea ei. Mai târziu, au apărut detalii care au indicat probabilitatea ca Vreeland să fi obținut fetița de la un părinte sau părinți necunoscuți din Boston în 1866, astfel încât sora ei să poată folosi copilul pentru a extorca un bărbat cu care avusese o aventură. Vreeland a ajuns la închisoare pentru o înjunghiere la începutul anilor 1870. Copilul a continuat să locuiască cu Wilson și, până în 1874, i-a cerut lui Nancy Colbath să fie din nou responsabilă pentru ea. Wilson a fost de acord să le ofere o casă adecvată și sprijin financiar, dar nu a dat curs până la momentul morții sale.
Wilson a cerut ca executorul testamentului său, nepotul William Leander Coolidge, să folosească cea mai mare parte a averii lui Wilson pentru a se asigura că soacra lui Wilson este îngrijită și că Eva primește o educație și sprijin financiar. Wilson îi dăduse lui Coolidge instrucțiuni orale și scrisori, iar situația s-a complicat deoarece moartea lui Wilson a avut loc înainte de a fi încorporat aceste instrucțiuni suplimentare în testamentul său. Coolidge a acționat ca administrator pentru Eva și, până în 1889, când avea peste 21 de ani, ea a susținut că avea dreptul la restul proprietăților lui Wilson. Alți membri ai familiei Wilson nu au fost de acord; din cauza complexității detaliilor, Coolidge a solicitat îndrumări instanțelor din Massachusetts. Instanțele au decis în favoarea Evei, pe atunci căsătorită și cunoscută sub numele de Eva Carpenter, iar aceasta a primit cea mai mare parte a averii, care a fost evaluată la aproximativ 10.000 de dolari (aproximativ 239.000 de dolari în 2021).